# Château d'Angers
Vous lisez un « bon article » labellisé en 2011.
Pour les articles homonymes, voir Château du roi René.
Le château d'Angers, aussi appelé château des ducs d'Anjou, est situé dans la ville d’Angers dans le département de Maine-et-Loire en France.
Le site est occupé dès l’Antiquité du fait de sa position défensive stratégique. Par la suite, les comtes d'Anjou y installent leurs demeures, jusqu'à la fin de l'empire Plantagenêt qui voit le royaume de France conquérir le comté d'Anjou. Louis IX fait construire le château actuel au XIIIe siècle tandis que les ducs d'Anjou le transforment en résidence seigneuriale au XVe siècle. Yolande d'Aragon y donne naissance à René d'Anjou. Au XVIe siècle, à la suite des troubles des guerres de Religion, Henri III ordonne la destruction du château, mais seule la partie supérieure des tours est détruite. Il est par la suite transformé en prison, puis en garnison et dépôt de munitions pendant la Seconde Guerre mondiale. Depuis 1954, il héberge la tenture de l'Apocalypse et est un des sites touristiques les plus visités de Maine-et-Loire. Son ouverture au tourisme est gérée par le Centre des monuments nationaux.

## Localisation
La forteresse est édifiée sur un promontoire de schiste ardoisier qui domine la Maine.
L'emplacement du château d'Angers est stratégique car il se situe sur le flanc ouest de la colline de la Cité, le point le plus haut d'Angers, avec 47 mètres. L'altitude du château oscille entre 35 et 45 mètres. Elle domine la Maine qui coule à une altitude de 20 mètres environ. La colline elle-même se compose de schiste ardoisier dont l'abrupt vers la Maine s'accentua par son extraction à la période médiévale.

## Historique

### Les premières occupations

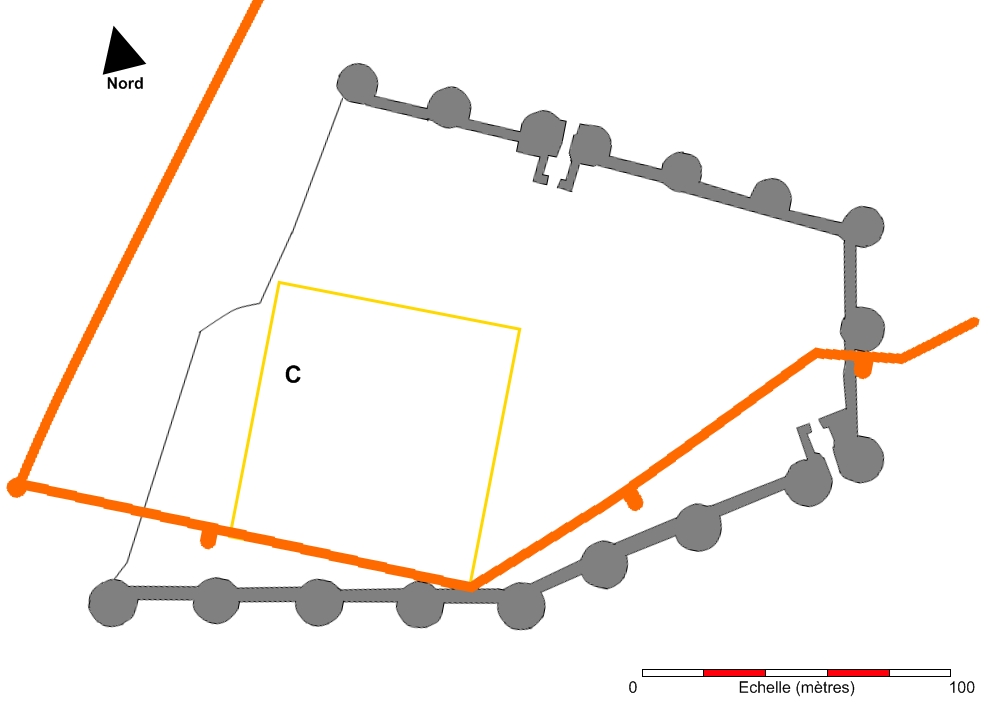
Plan des vestiges préhistoriques et antiques sur l'emplacement du château actuel.

En 1997, un cairn est mis au jour à l'ouest de la cour, sous les vestiges de l'ancien château comtal. Construit aux alentours de 4 500 av. J.-C., le cairn se composait de quatre ou cinq chambres funéraires. Il fait environ 17 mètres de diamètre et est entièrement construit en dalles de schistes. Par ailleurs, le façonnage de ces plaques laisse percevoir la maîtrise de l'exploitation ardoisière dès le Néolithique.
La présence d'un oppidum gaulois de la tribu des Andécaves sur le site fut longtemps rejetée face au peu d'indices permettant d'étayer l'affirmation. Cependant, la campagne de fouilles préventives entre 1992 et 2003 a finalement pu démontrer l'existence d'une occupation à l'époque de La Tène finale (vers 80-70 av. J.-C.) jusqu'à la période augustéenne (10 av. J.-C.). La présence de mobiliers archéologiques, de vestiges d'un rempart à poutrages horizontaux et la découverte de voies délimitant des secteurs d'activités permettent d'envisager à nouveau l'hypothèse d'un oppidum sur le site du château.
Pendant l'occupation romaine, vers la fin du Ier siècle, le site est aménagé en une vaste plate-forme de 3 600 m2 ceinte de murs à contreforts, surplombant la Maine. Un temple ainsi que ses satellites y sont édifiés,. À la fin du IIIe siècle, les migrations des peuples germaniques apportent un état d'insécurité croissant. Les habitants de la région se réfugient alors à Juliomagus et entourent la cité d'une enceinte haute de 10 à 12 mètres. Une partie des remparts gallo-romains traversaient l'actuel château d'ouest en est, longeant l'ancien promontoire du Ier siècle dont les édifices sont probablement détruits pour construire la muraille. À son extrémité ouest, sous la galerie de l'Apocalypse, au niveau de la chapelle Saint-Laud, se trouvent les vestiges d'une tour de l'enceinte urbaine. On trouve également une porte mentionnée comme la « porte de Chanzé » dont les vestiges se trouvent enterrés sous le rempart sud-ouest.
Les fouilles entreprises entre 1992 et 2003 ont permis de révéler l'occupation du site entre le VIIe et IXe siècles. On y trouve des bâtiments d'une bonne qualité de construction ainsi que des espaces d'artisanats et de jardins qui correspondraient à une résidence épiscopale, l'évêque étant mentionné comme le propriétaire de l'emplacement du château au milieu du IXe siècle.

### Le palais comtal

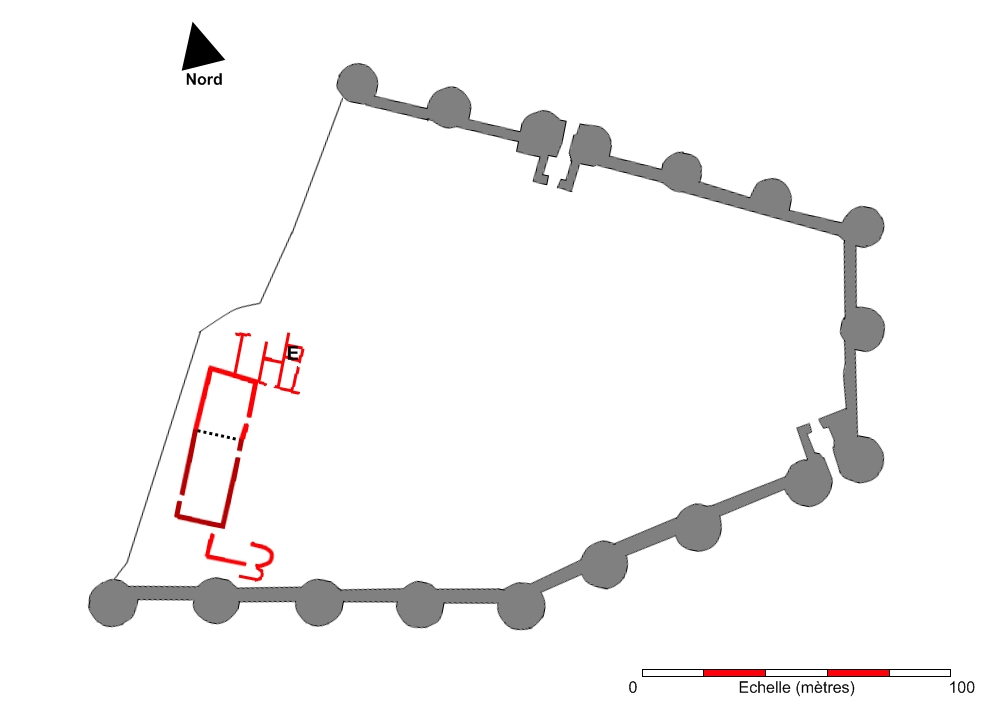
Plan des vestiges de l'ancien palais comtal par rapport à la forteresse actuelle.

En 851, l'évêque d'Angers, Dodon, permet au comte d'Anjou de s'installer sur un terrain, « près de l'enceinte ». Cette position permet de surveiller la Maine à une époque où Angers était vulnérable aux raids normands. Cela ne les empêchera pas de s'emparer à plusieurs reprises de la ville. Dans le même temps, les Bretons effectuent des raids et s'emparent d'une partie du territoire angevin.
C'est une fois la période de troubles et d'invasions terminée que les comtes d'Anjou édifient ce qui deviendra le palais comtal. Celui-ci ne subira jamais de siège et sera très peu fortifié car les comtes d'Anjou vont peu à peu soumettre le Poitou, le Maine, la Normandie et l'Aquitaine. Il est alors mentionné comme une aula et non comme un castrum. Par conséquent, il sera constitué en majorité de bâtiments d'habitations. La Grande salle, ou aula a été construite à l'extrémité ouest du promontoire, probablement sur l'ancienne terrasse antique tandis qu'une cuisine prenait appui sur l'ancienne enceinte gallo-romaine. La chapelle Sainte-Geneviève, qui dessert les habitants du site, reçoit vers la fin du IXe siècle les reliques de saint Laud, lesquelles lui laisseront finalement leur nom. Au Xe siècle, une étuve jouxtant le palais est construite sur le système gallo-romain et dont les bases des colonnes de tuyaux ont été retrouvées lors des fouilles du palais comtal. Au XIe siècle, la grande salle est agrandie vers le nord, passant de 300 à 500 m2.
Vers le XIIe siècle, le palais passe sous le contrôle de la dynastie des Plantagenêts. En 1131 ou 1132, un incendie le dévaste. Pendant la reconstruction, la grande salle est réaménagée et dotée de l'actuelle porte. Les appartements continuent d'y évoluer vers le nord et le sud de la cour. Enfin la nouvelle chapelle Saint-Laud est érigée à l'extérieur de l'enceinte romaine sur laquelle elle appuie sa façade nord. C'est une chapelle à nef unique voûtée en berceau brisé, ne présentant qu'une unique absidiole sur sa façade sud. En 1165 Aliénor d'Aquitaine accouche de sa fille Jeanne au château. L'Anjou fait alors partie de l'empire Plantagenêt, le palais perd son rôle de centre politique alors que les souverains plantagenêts ne tiennent plus qu'épisodiquement leur cour à Angers. Les chambres et logis se dégradent.

### La forteresse royale
À la suite de l'assassinat en 1203 d'Arthur de Bretagne, duc de Bretagne, par ailleurs comte d'Anjou et du Maine, ces comtés sont réunis au domaine royal par Philippe Auguste. Le duché est dévolu à Alix de Bretagne, demi-sœur d'Arthur, qui épouse en 1214 un petit-cousin du roi, Pierre de Dreux dit Mauclerc, elle décèdera en 1221, laissant deux fils (Jean et Arthur) et une fille, Yolande de Bretagne. Le 16 mars 1227, Pierre Mauclerc reçut le contrôle de l'Anjou, du Maine et du Perche à l'occasion des fiançailles entre sa fille Yolande et Jean de France, fils de Louis VIII et de Blanche de Castille, héritier des comtés d'Anjou et du Maine, il perdit ces terres lors de sa révolte de 1228. Pendant la Régence de Louis IX (1228-1238), Blanche de Castille tient tête à la révolte des grands vassaux et fortifie le château d'Angers pour servir d'avant-poste au royaume contre les menaces de Pierre Mauclerc. Pour la mener à bien, les chanoines de Saint-Laud, ainsi qu'une partie des habitants de la ville, sont expulsés afin de pouvoir ériger une forteresse étendue sur 2,5 hectares. Près d'un quart de l'ancien quartier canonial Saint-Maurice d'Angers est également détruit pour permettre l'agrandissement de la forteresse. Pour l'édification du château, le trésor royal verse plus de 5 000 livres, et un impôt est levé sur les bourgeois d'Angers. La construction prend une douzaine d'années, de 1230 à 1242. Cette dernière date marque l'acte de naissance de la forteresse, l'une des plus belles fortifications du XIIIe siècle, telle qu'elle est perçue aujourd'hui : une enceinte de plus de 800 mètres de long ponctuée de dix-sept tours rondes hautes de plus de quarante mètres. Seul le flanc nord, abrupt, face à la Maine, ne fut jamais fortifié. Louis IX ne s'arrêta pas là puisqu'il décida également d'englober la ville dans une enceinte urbaine.
L'Anjou sera alors laissé en apanage au frère de Louis IX, Charles Ier de Sicile. Il sera à l'origine de la dynastie capétienne d'Anjou. Bien que Charles soit appelé par le pape en Italie, il ne néglige pas la forteresse pour autant, s'assurant de l'entretien et de l'amélioration de celle-ci. C'est sur le modèle du château d'Angers qu'il fait construire à Naples le Castel Nuovo. Ses successeurs marqueront peu de leur empreinte le château, lequel revient dans le giron royal en 1290. Angers perd alors son rôle politique et ses logis se dégradent.

### Le château ducal
L'Anjou devenu duché en 1360, une nouvelle dynastie, issue de la maison de Valois, va prendre place à Angers. Louis Ier d'Anjou y séjourne rarement, de même que son successeur Louis II. Louis Ier rénove cependant le logement du sénéchal derrière la porte de la Ville, avant 1370, puis il réaménage la grande salle, dans laquelle il perce de nouvelles fenêtres plus larges et où il installe une monumentale cheminée. Il va également construire une nouvelle cuisine, détruite au début du XIXe siècle, du type « à cheminée de plan centrée », quatre fois plus grande que l'ancienne cuisine comtale qu'elle jouxte. Il charge son architecte comptable, Macé-Delarue, de l'entretien et de la réfection du château. Son successeur, Louis II, va ériger vers 1410 le logis royal. Yolande d'Aragon, épouse de Louis II, fait édifier une nouvelle chapelle afin d'y héberger la relique de la Vraie Croix d'Anjou, laquelle était précédemment hébergée à l'abbaye de la Boissière menacée par les Anglais. En 1409, elle met au monde, dans les appartements du château, son fils René. Elle fait également remettre le château en état de défense, en prévision des incursions anglaises. En 1443, le duc de Somerset, débarqué en Normandie avec 8 000 hommes, arrive dans les faubourgs d'Angers. Une salve d'artillerie tirée depuis le château tue un des capitaines de Somerset qui décide de lever le camp et part assiéger le château de Pouancé. Sous le règne du duc René d'Anjou, le logis royal se voit adjoindre une galerie. René fait également bâtir le châtelet et une série de corps de logis dans les années 1450.

### Retour sous l'autorité royale
René d'Anjou finit par entrer en conflit avec son neveu le roi de France Louis XI à propos de l'héritage du duché. Louis XI décide de s'emparer du duché par la force et vient en Anjou en 1474 avec son armée, forçant René à renoncer à son projet de succession. Louis XI installe aussitôt une garnison dans le château et en confie le commandement à Guillaume de Cerisay. En 1485, Charles VIII fait recreuser les fossés qui étaient jusqu'ici simplement ébauchés. Par la suite, Jean Bourré est nommé capitaine du château et le dote en artillerie.
En 1562, on décide d'adapter le château aux nouvelles techniques de guerre. L'architecte Philibert Delorme est chargé des plans des travaux qui seront réalisés par Jehan de l'Espine. Des terrasses d'artilleries sont établies au sud, côté cour, et derrière le rempart nord, entre la porte et le logis du gouverneur, où sont encastrés des boulets. Un bastion avancé est construit en avant de la porte des champs. Les fossés sont une nouvelle fois élargis.
En 1585, en pleine guerre de religion, les catholiques et les protestants se disputent le château. Henri III donne alors l’ordre de le raser afin qu’aucun des partis ne puisse l'utiliser contre lui. C'est au gouverneur du château, Donadieu de Puycharic, de mener la démolition à bien. Les tours sont décoiffées et le couronnement est abattu. La démolition est lente : les travaux sont suspendus à six reprises, puis finalement abandonnés à la fin des luttes. La grue de démolition restera en place jusqu'au milieu du XVIIIe siècle. En 1595, de nouvelles terrasses d'artillerie sont aménagées, puis certaines meurtrières sont changées en canonnières.
Le château est encore utilisé en 1648 quand les bourgeois d'Angers se révoltent contre le gouverneur, puis de nouveau pendant La Fronde. Le château est alors utilisé comme prison d'état et maison de retraite pour invalides. En 1661, Louis XIV ordonne à d'Artagnan d'arrêter Nicolas Fouquet, le surintendant des finances que le roi soupçonne d'avoir détourné douze millions de livres au Trésor Royal. Après son arrestation au château de Nantes, Fouquet est conduit au château d'Angers où il réside trois semaines. Au cours du XVIIIe siècle, une garnison modeste commandée par un lieutenant du roi y est hébergée, le château commence à souffrir du manque d'entretien.

### De la Révolution à aujourd'hui

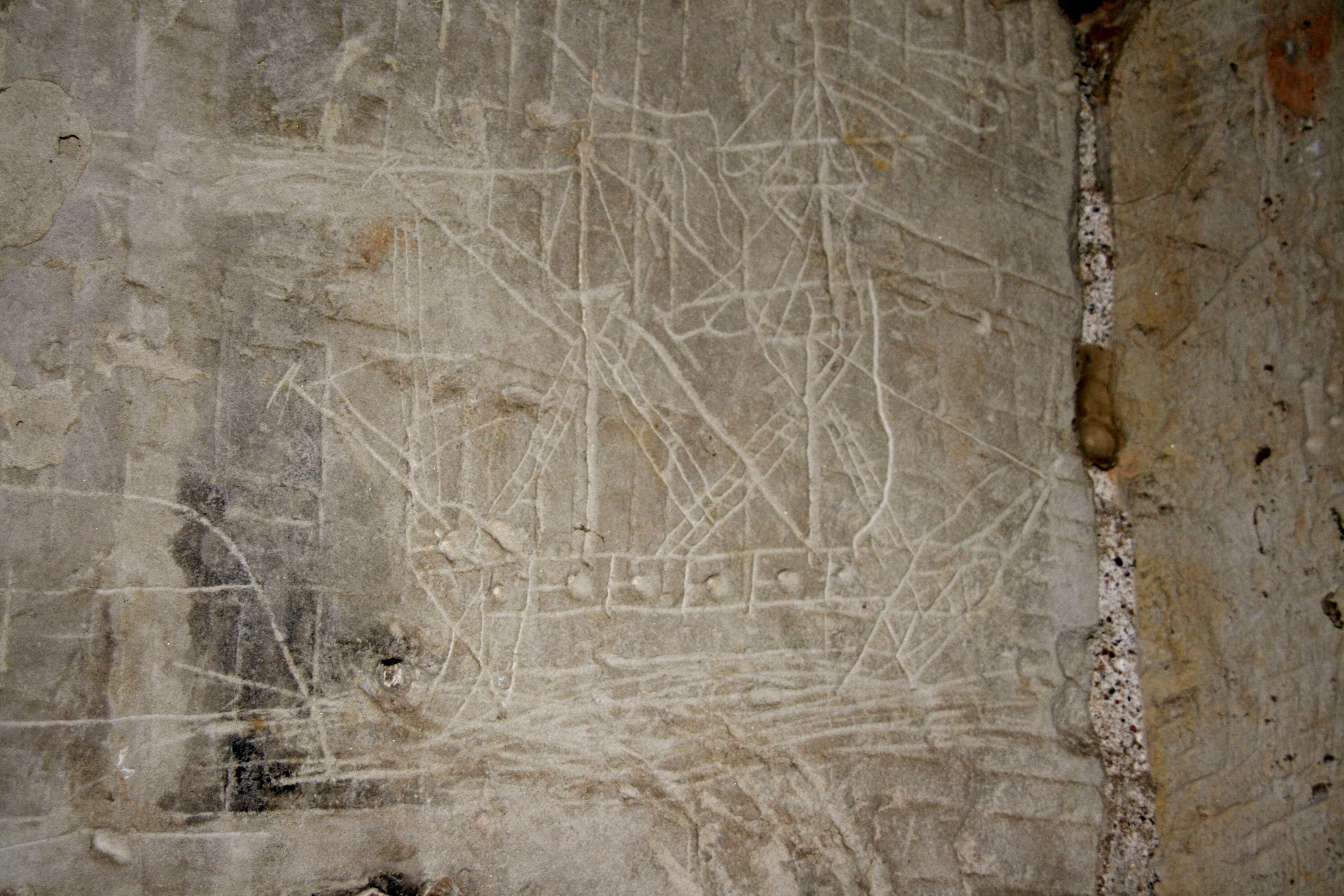
Graffiti d'un prisonnier anglais.

Pendant la Révolution, en 1789, le château devient le siège du Comité révolutionnaire d'Angers. Au début de messidor an I (fin juin 1793), les Vendéens, de retour de la Virée de Galerne, assiègent sans succès la ville et son château. La forteresse est alors de nouveau utilisée comme prison durant la Terreur et les guerres de Vendée.

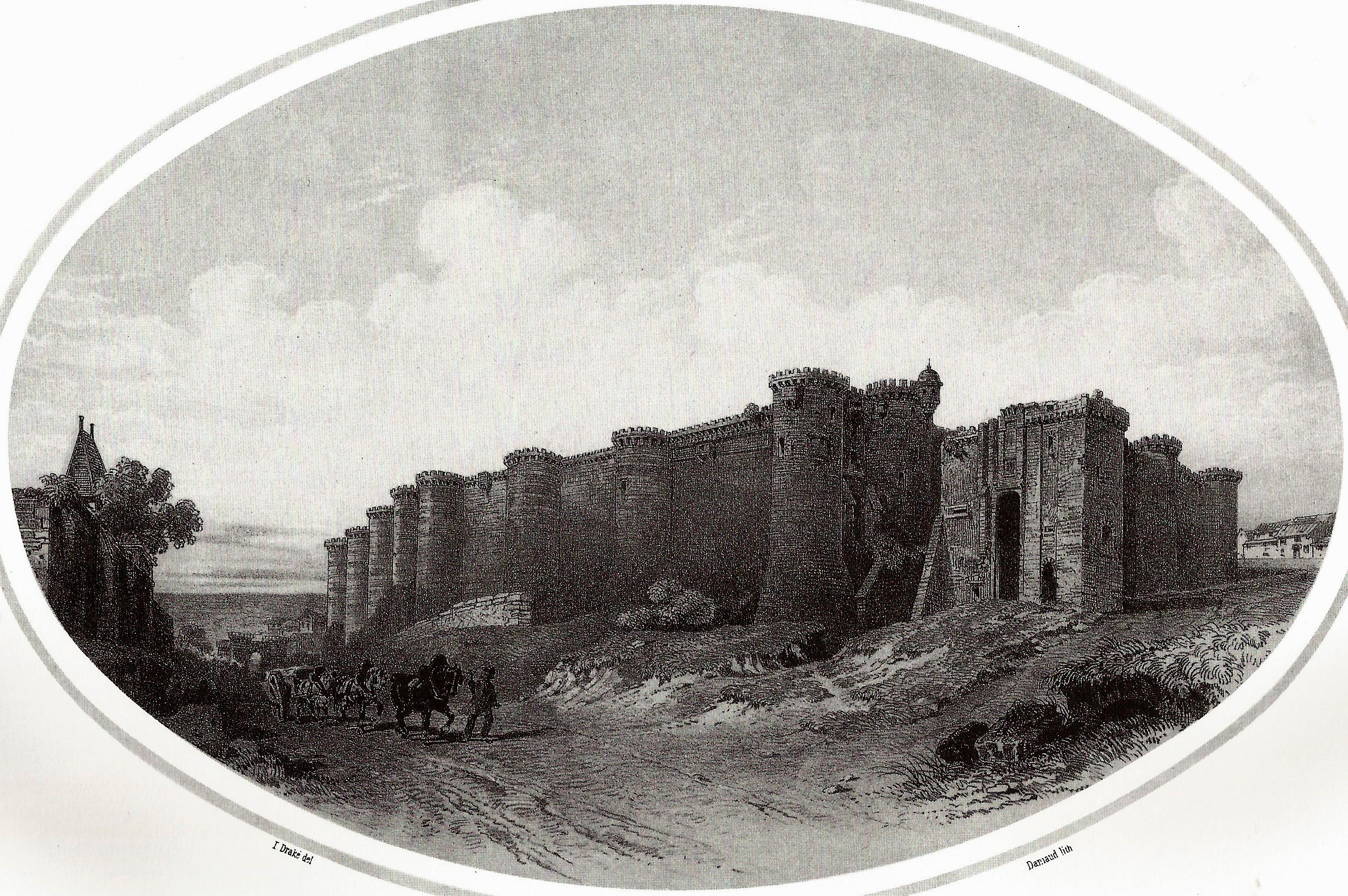
Le château d'Angers, gravure de Thomas Drake, 1856.

En 1806, la démolition de l'ouvrage avancé de la porte des Champs est autorisée afin de mettre en place un boulevard. Le château est converti l'année suivante en prison civile et militaire. En 1813, la chapelle est coupée par un étage afin d'accueillir deux cents marins anglais prisonniers des guerres napoléoniennes. Deux ans plus tard, après la défaite définitive de l'empereur, les Prussiens occupent la forteresse. Elle est réoccupée en 1817 par l'armée française qui la transforme en arsenal et en garnison. En 1857, le Conseil Général devient propriétaire du château pour la somme de 20 000 francs mais doit en contrepartie s'occuper de l'entretien des parties historiques du site. Le château est classé monument historique en 1875 alors que l'armée dégrade le logis royal et la chapelle et met en place des constructions militaires.

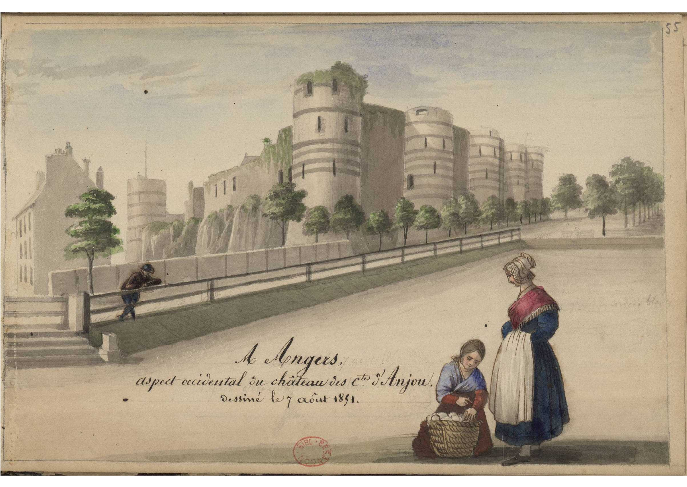
Aquarelle du château des comtes d'Anjou, Angers, le 1 août 1851. Par le folkloriste Désiré Monnier

En 1912, la ville d'Angers prend les fossés en location et les aménage en jardins. Elle y place des daims et biches en 1936. Des négociations ont lieu entre l'armée et la Direction générale des Beaux-Arts concernant le château. En juillet 1939, les négociations aboutissent et les plans de restauration sont ébauchés. Le projet est interrompu par la Seconde Guerre mondiale. Les Allemands occupent le site et y entreposent leurs munitions. Les 15 et 16 mai 1944, l'armée allemande procède à l'évacuation des hommes présents et de leurs munitions, par crainte des bombardements alliés. Dix jours plus tard, les 25 et 26 mai, Angers subit son premier bombardement. Six bombes tombent sur le château, dont trois dans l'enceinte même. Une voûte de la chapelle s'effondre, le logis royal est incendié, les toitures sont arrachées.
En 1945 démarre la reconstruction de la chapelle sous la direction de l'architecte Bernard Vitry. Les constructions militaires légères sont démontées. En 1948, les jardins sont plantés et le château est ouvert au public. La restauration de la chapelle est complétée trois ans plus tard et celle-ci est inaugurée par l'évêque d'Angers. En 1952, la décision est prise de construire un bâtiment pour accueillir la tenture de l'Apocalypse. Celui-ci est inauguré le 30 juillet 1954. Entre 1970 et 1979, le quai Ligny est progressivement rasé par la ville afin d'aménager des voies rapides sur la rive gauche des berges de Maine et dégageant ainsi la vue sur les murailles.

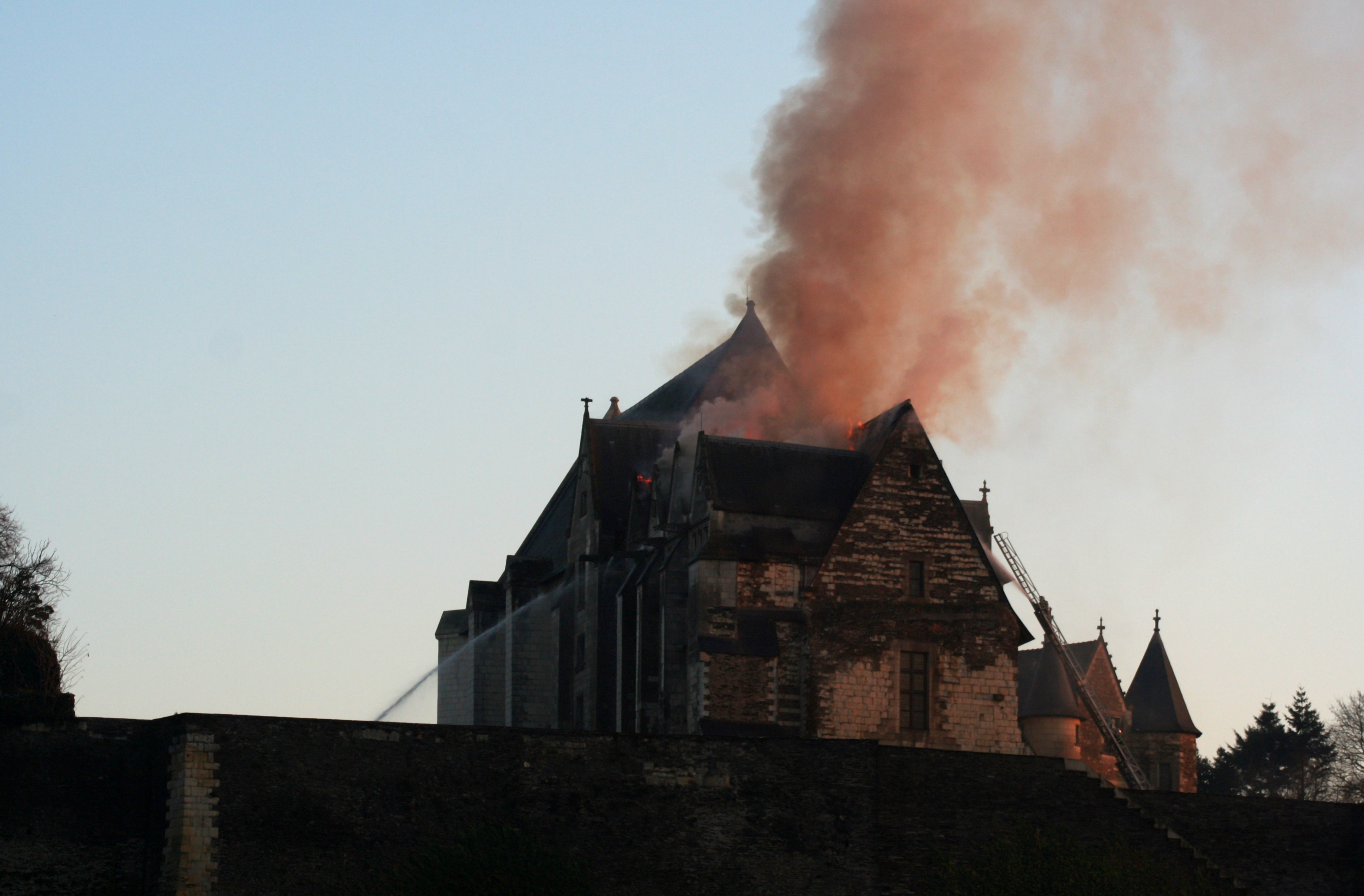
L'incendie du 10 janvier 2009.

Entre 1992 et 2003, une série de fouilles archéologiques préventives est réalisée par l'AFAN puis l'INRAP dans le cadre de la rénovation de la galerie de l'Apocalypse. Ces fouilles permettent notamment la mise au jour des vestiges du palais comtal, ainsi que des vestiges des occupations néolithiques, gauloises et romaines. En 2007, l'espace d'accueil et de billetterie est réaménagé. En février 2009, un nouvel espace d'accueil pour la galerie de l'Apocalypse est aménagé. Celui-ci intègre une boutique et un espace vitré permettant de présenter le cairn néolithique et les vestiges des chambres du palais comtal.
Le 10 janvier 2009, aux alentours de 16 heures, un incendie ravage le logis royal. Il serait dû à un dysfonctionnement d'un chauffage électrique. Grâce à la réactivité des employés, les précieuses tapisseries sont mises à l'abri et aucune œuvre n'est endommagée. La toiture du bâtiment est en revanche détruite : les dégâts sont estimés à deux millions d'euros. La ministre de la Culture, Christine Albanel, déclare que la reconstruction du bâtiment sinistré est envisagée pour le second trimestre 2009. Finalement, les travaux dureront trois ans pour un budget trois fois supérieur. L'incendie a en effet non seulement détruit la toiture, mais le gel de l'eau d'extinction les jours suivants a grandement endommagé toute la maçonnerie qui a dû être changée en grande partie. Par ailleurs, les bâtiments de France en ont profité pour rendre le monument accessible aux personnes à mobilité réduite en installant un ascenseur.
D'octobre 2009 à janvier 2010, le château accueille l'exposition internationale « Splendeur de l'enluminure. Le roi René et les livres », organisée pour les 600 ans de la naissance du roi René. Celle-ci expose quarante-sept manuscrits et feuillets enluminés dont vingt-trois exposés pour la première fois en France. L'exposition permet au château d'attirer 190 000 visiteurs en 2009, soit le record du nombre d'entrées sur une année, en faisant un des sites les plus visités de Maine-et-Loire. En juin 2012, la rénovation du logis royal est terminée, et le rez-de-chaussée est ouvert aux visiteurs en l'attente de l'installation d'une scénographie en 2014. Celle-ci ouvre en octobre 2014, mettant un terme aux travaux de restauration.

## Description

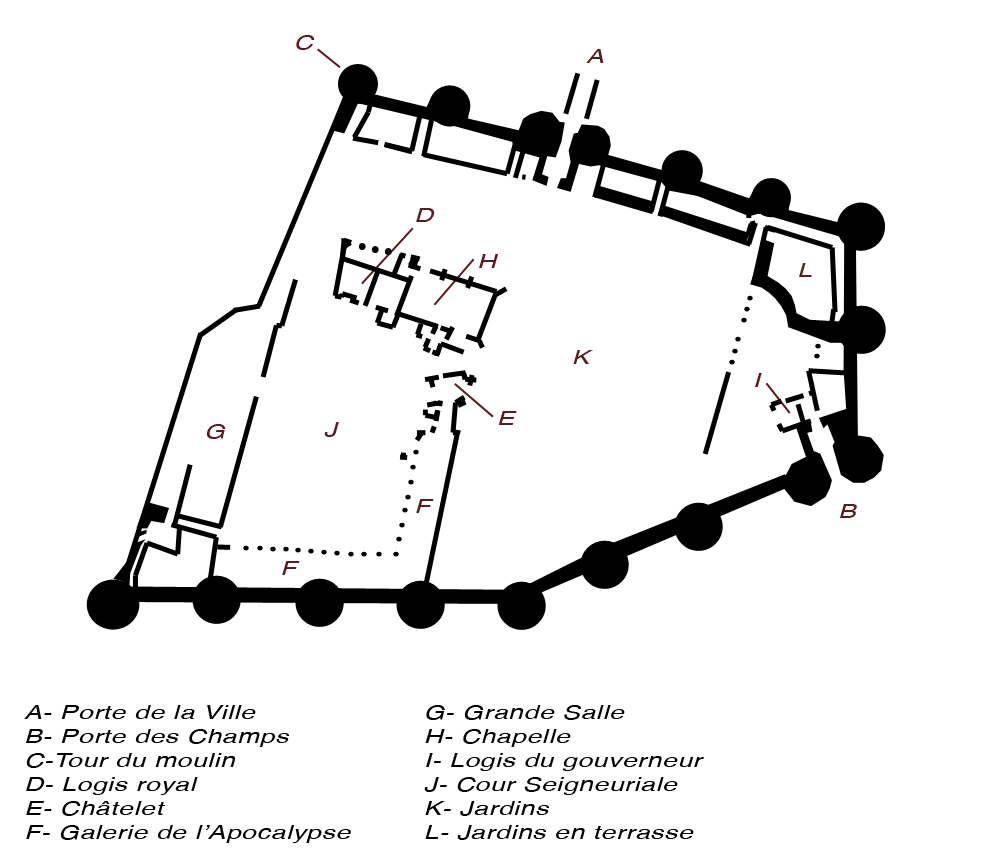
Plan du château d'Angers.

L'aspect général extérieur de la forteresse date presque entièrement de l'époque de Louis IX et évoque de manière monumentale le rôle militaire du château. En revanche, l'intérieur et les bâtiments de la cour, plus tardifs, construits entre Louis Ier d'Anjou et le roi René, rappellent le rôle résidentiel de la cour d'Anjou entre le XIVe et XVe siècles.
Le château se dresse sur un roc de schiste tabulaire en forme de trapèze, fortifié dès l'époque romaine. Sa base nord-ouest, large de 140 m longe le Maine à pic alors que ses longs côtés s'enfoncent jusqu'à 180 m perpendiculairement à elle. Côté nord-est et est, la place est défendue par un fossé artificiel de 30 m de large. Au sud-ouest, une dépression naturelle limite l'aire fortifiée.

### L'enceinte extérieure

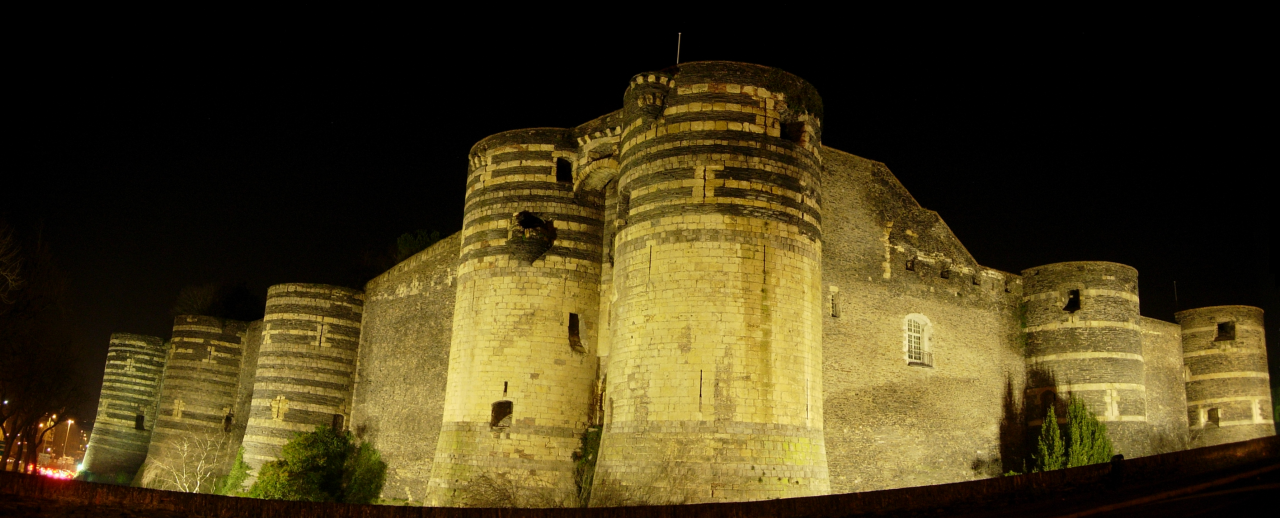
Vue panoramique et nocturne du château.

#### La porte des Champs

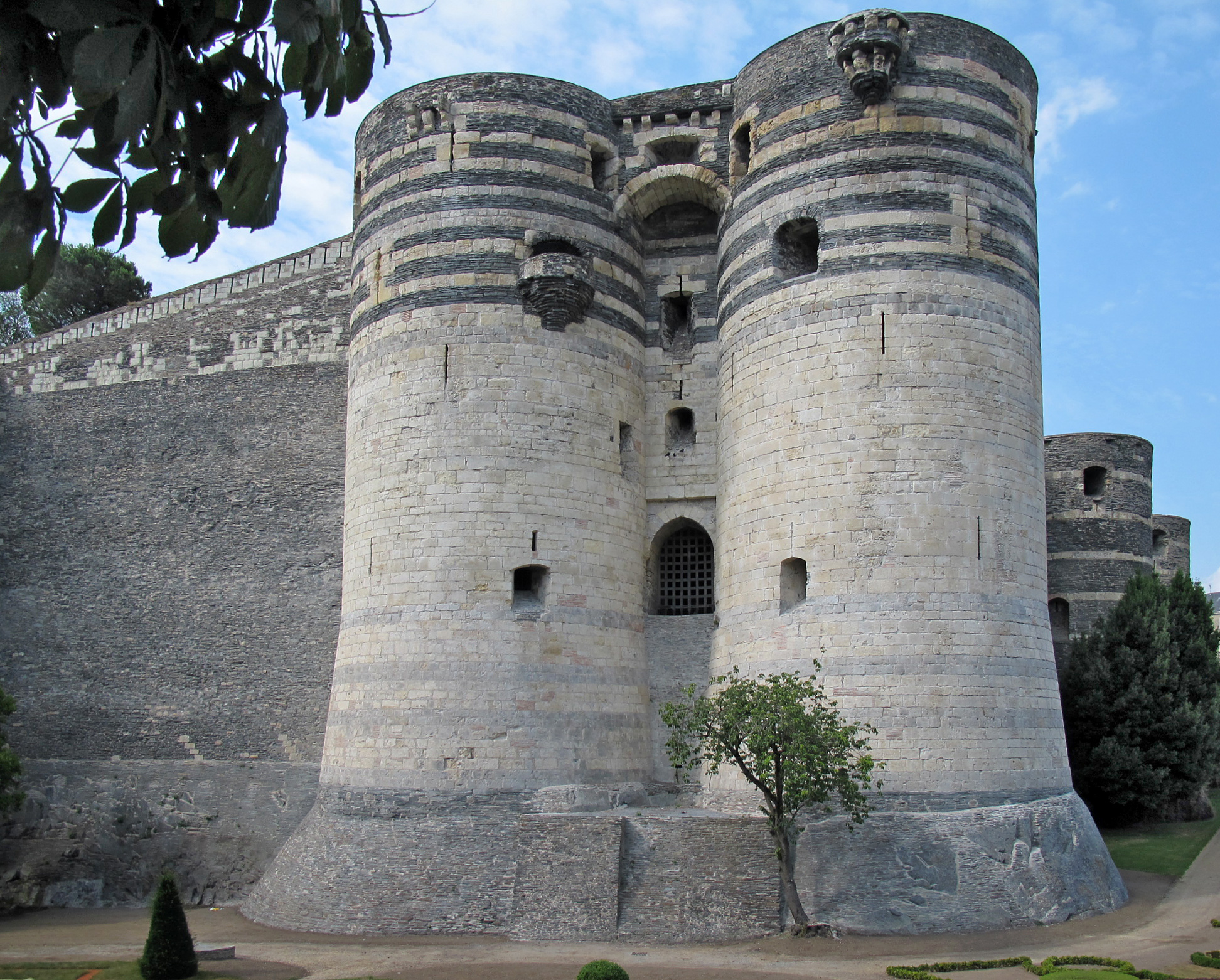
La porte des Champs vue de face.

La porte des Champs, élevée peu avant 1230, qui s'ouvre côté ouest du château, permettait la liaison entre ce dernier et l'extérieur de la ville. C'est l'élément architectural le plus avenant du château. Son parement extérieur est couvert de tuffeau sur ses deux tiers. Le dernier tiers alterne entre couches de tuffeau et couches de schiste.
Deux puissantes tours flanquent une porte charretière, laquelle donnait accès par une passerelle dormante, puis par un pont-levis qui devait être actionné par une unique chaîne à partir d'une ouverture au-dessus de la porte.
La défense de la porte se faisait en premier lieu par une série d'archères disposées en quinconce sur les quatre étages dont dispose chacune des tours. Certaines de ces archères seront reprises et transformées en canonnières. Au XVIIe ou XVIIIe siècle, deux de ces canonnières furent habillées de petits balcons semi-circulaires à encorbellements.
L'entrée était ensuite gardée par une série de quatre archères (deux de chaque côté) qui aboutissent au niveau même de l'entrée. Cette dernière était ensuite défendue par un système de double herse, le tout renforcé d'un assommoir entre les deux. La herse en place d'aujourd'hui est une herse d'origine en bois et aux sabots renforcés de fer, datant probablement du XVe – XVIe siècle. Enfin, une porte, dont il reste un gond et les traces de la barre de fermeture, venait renforcer cette entrée extrêmement bien défendue.
En retrait de l'entrée se trouve une salle voûtée du XIIIe siècle qui supportait les salles de garde et sur laquelle s'appuie maintenant le logis du gouverneur. L'intérieur des tours est constitué de trois salles en voûte d'ogives s'appuyant sur six culots. Ceux-ci sont plus travaillés que sur les autres tours de la forteresse et représentent des visages ou des motifs végétaux. Au cours du XVIe siècle, ont a construit en avant de la porte une barbacane.
À l'occasion des 600 ans du roi René, les ateliers Perrault Frères ont construit pour l'occasion une passerelle temporaire rappelant le passé du château d'Angers.

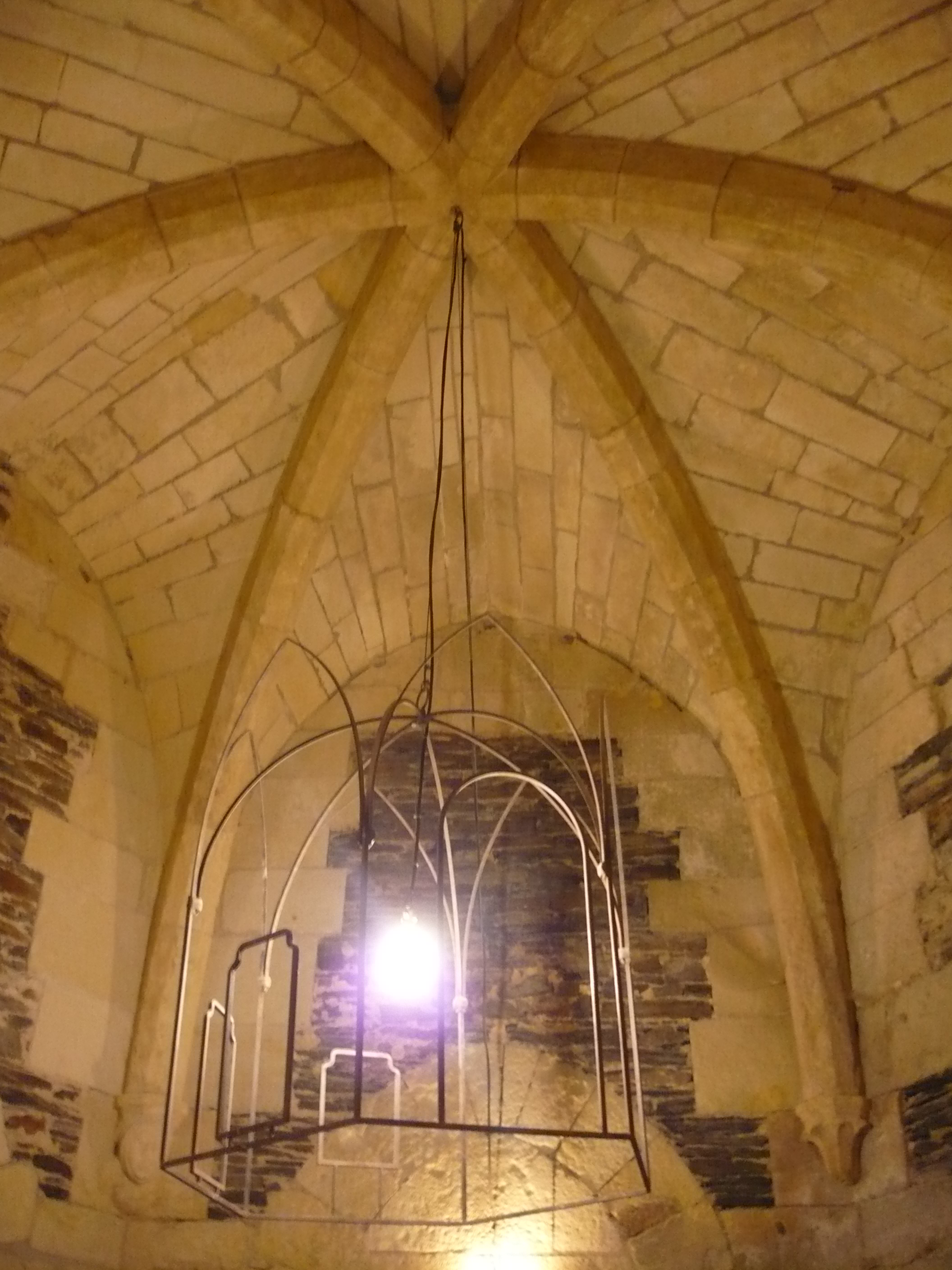
Voûte d'ogive d'une salle dans la porte des Champs.
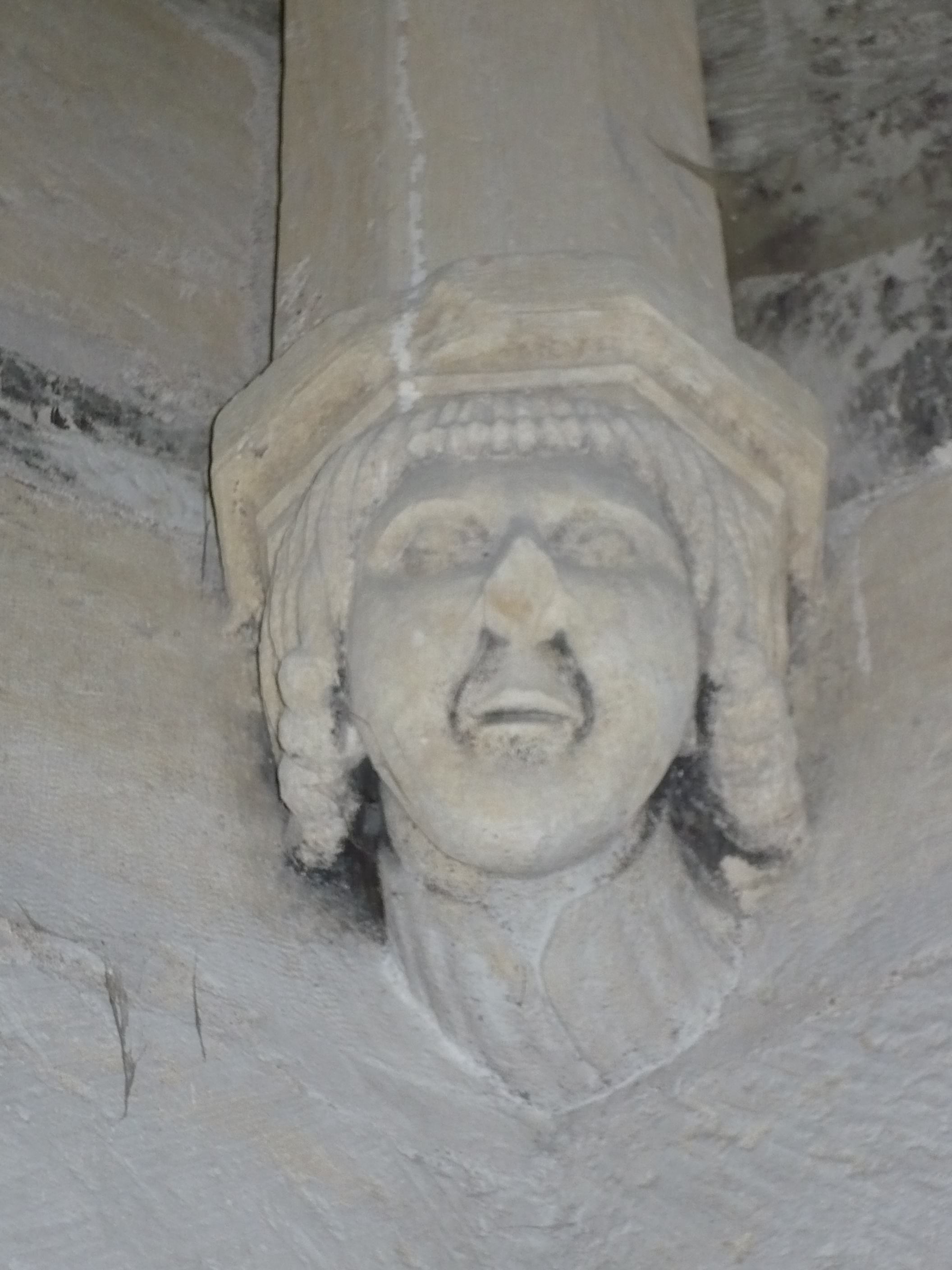
Culot d'une salle, représentant un visage.
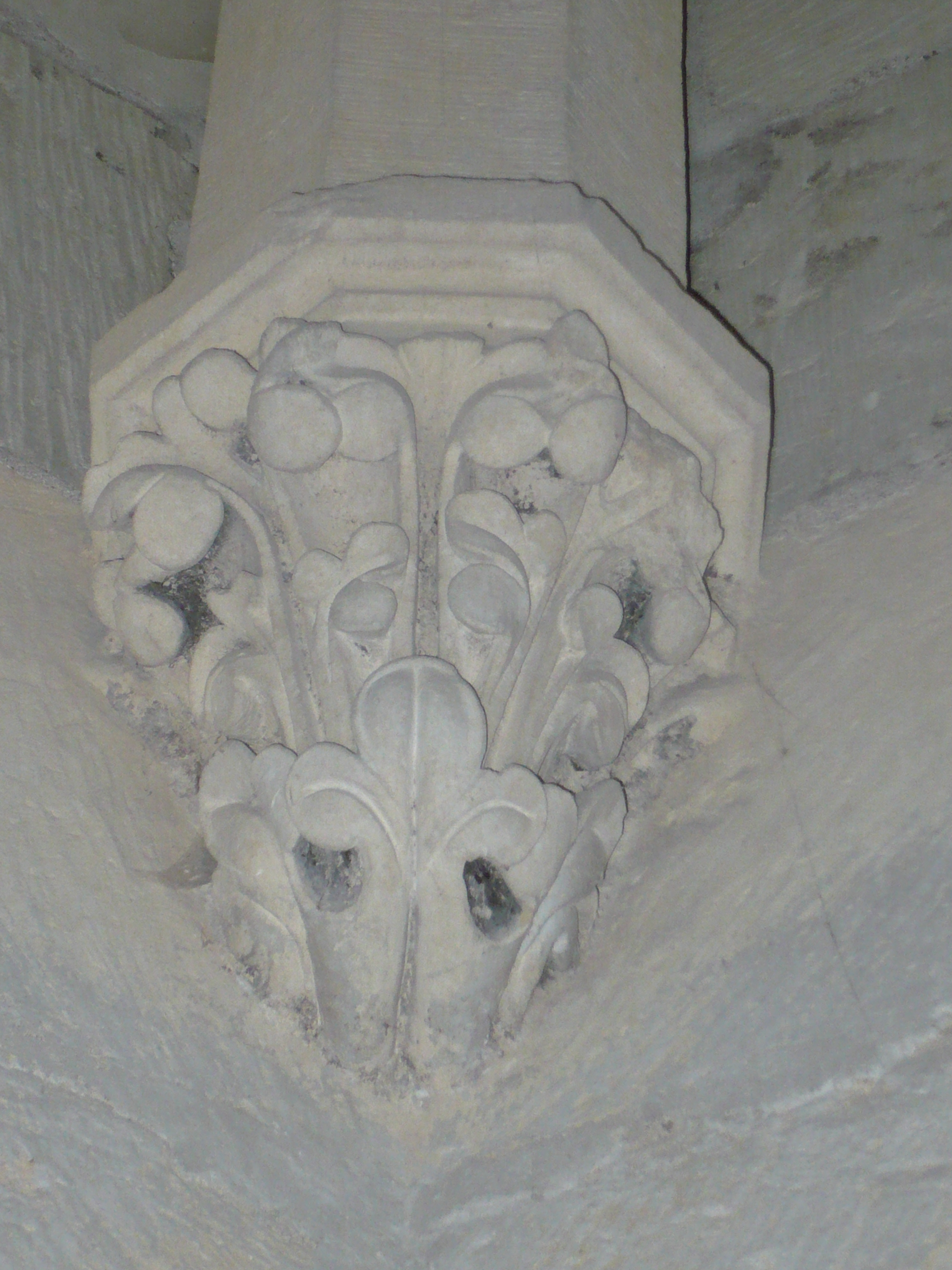
Culot d'une salle, à motif végétal.
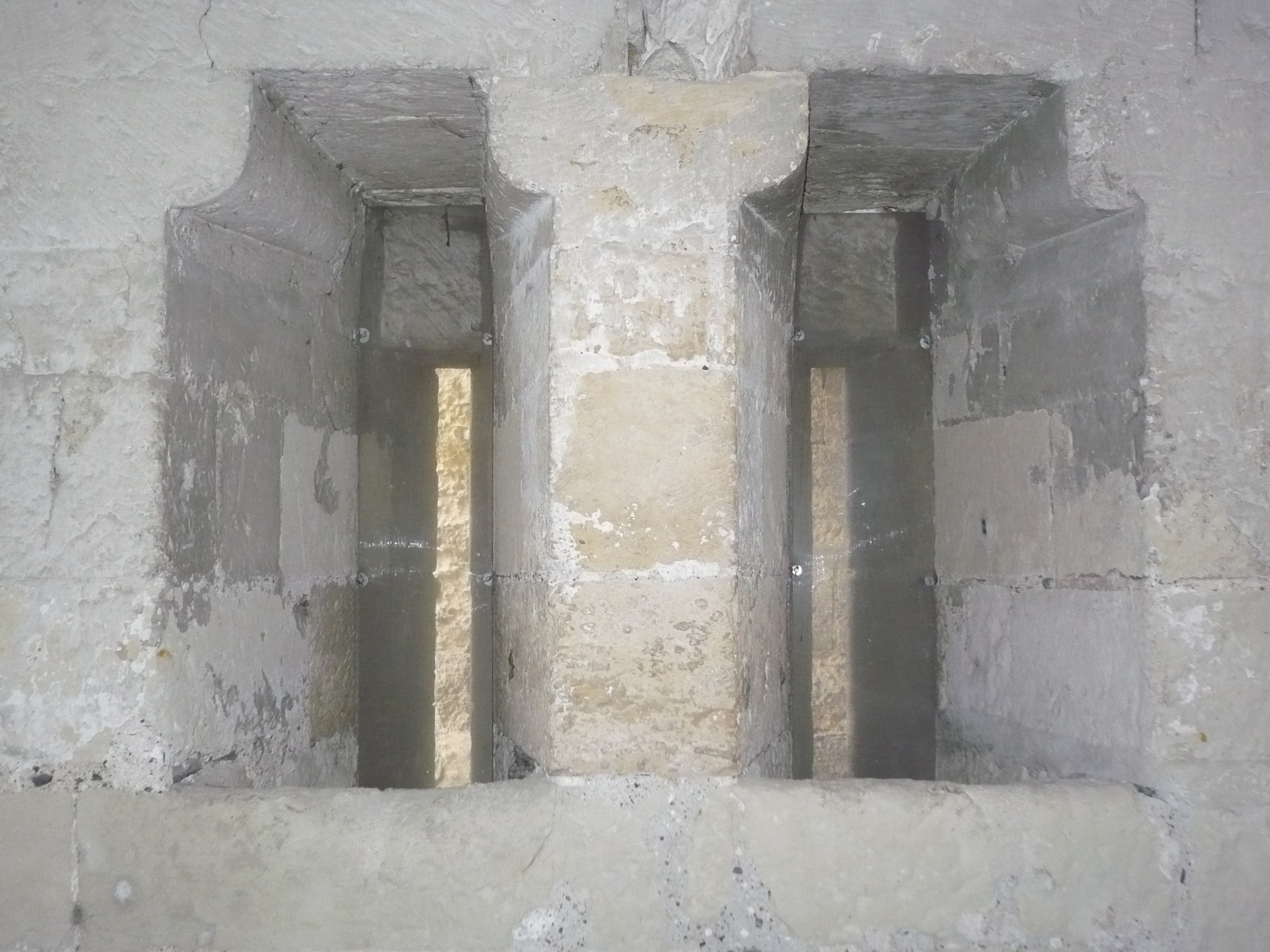
Double archères défendant l'entrée de la porte des Champs.

#### La porte de la Ville

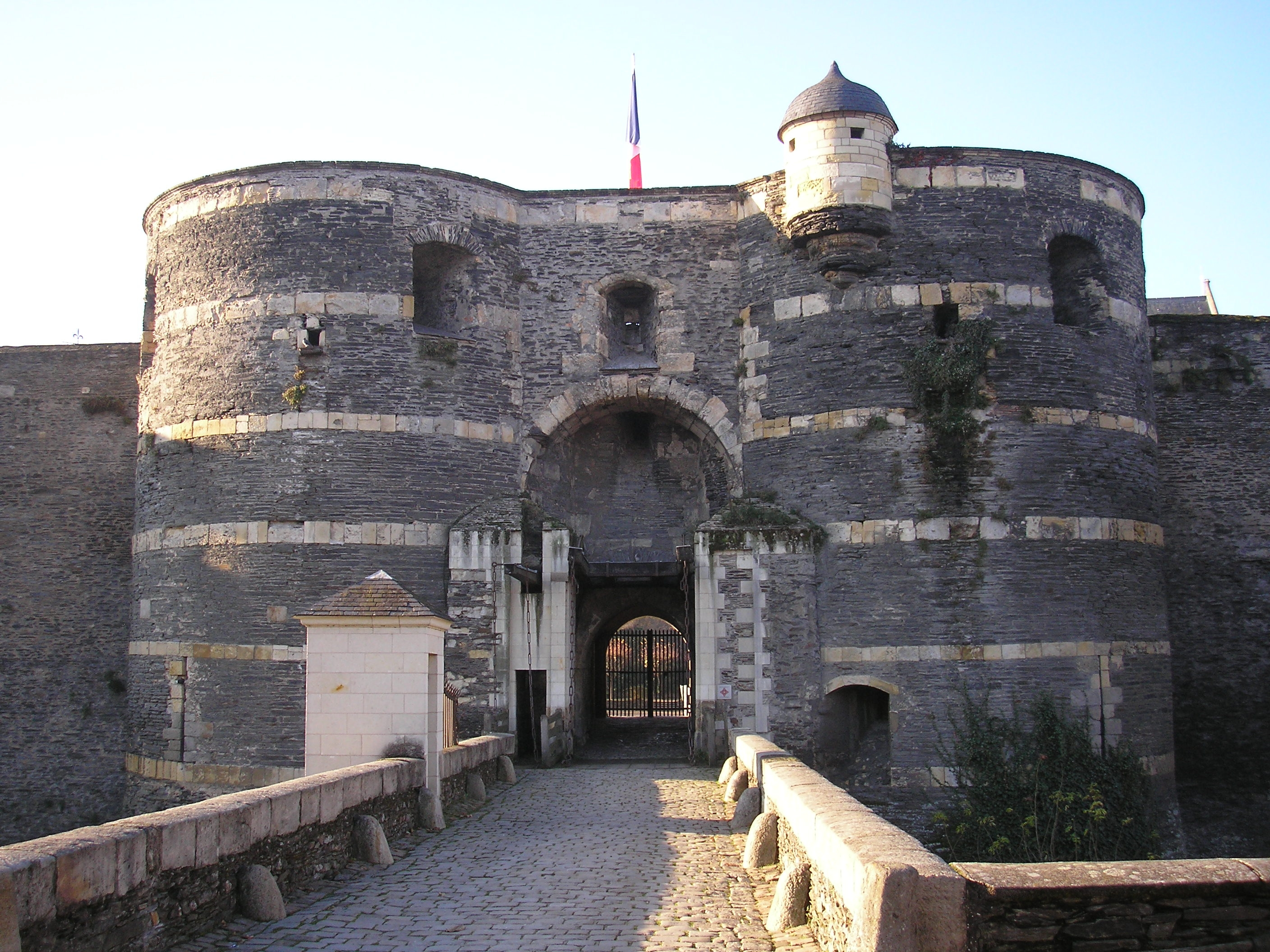
La porte de la Ville vue de face.

La porte de la Ville assurait autrefois la communication entre le château et la ville. De construction moins soignée que la porte des Champs, elle est essentiellement constituée de schiste et ponctuée de chaînages de tuffeau. La porte de la Ville comprend deux tours circulaires qui flanquent le passage d'entrée. Ce passage a été remanié au XVe ou au XVIe siècle afin de pouvoir aménager deux ponts-levis : l'un, à double flèche, pour le passage charretier, l'autre pour le passage piéton.
Sa défense était similaire à la porte des Champs. Les traces de deux herses entre lesquelles était installé un assommoir sont encore marquées. Plusieurs archères protègent l'entrée, dont certaines ont été aménagées en canonnières.
Derrière la porte se trouvaient les salles des gardes, supportées par un passage voûté. Ces salles ont été remaniées par Louis Ier.

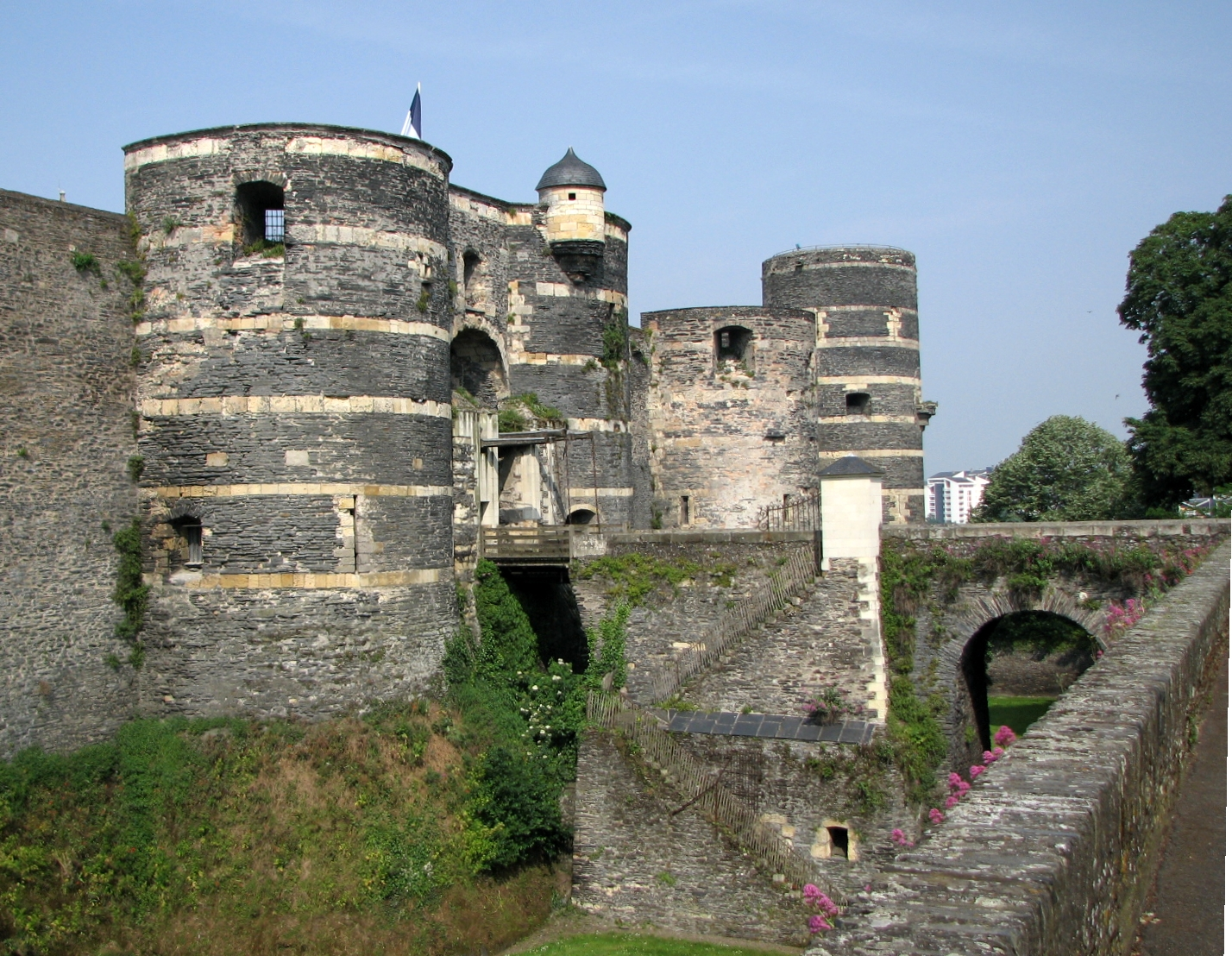
Vue de la porte de la Ville.
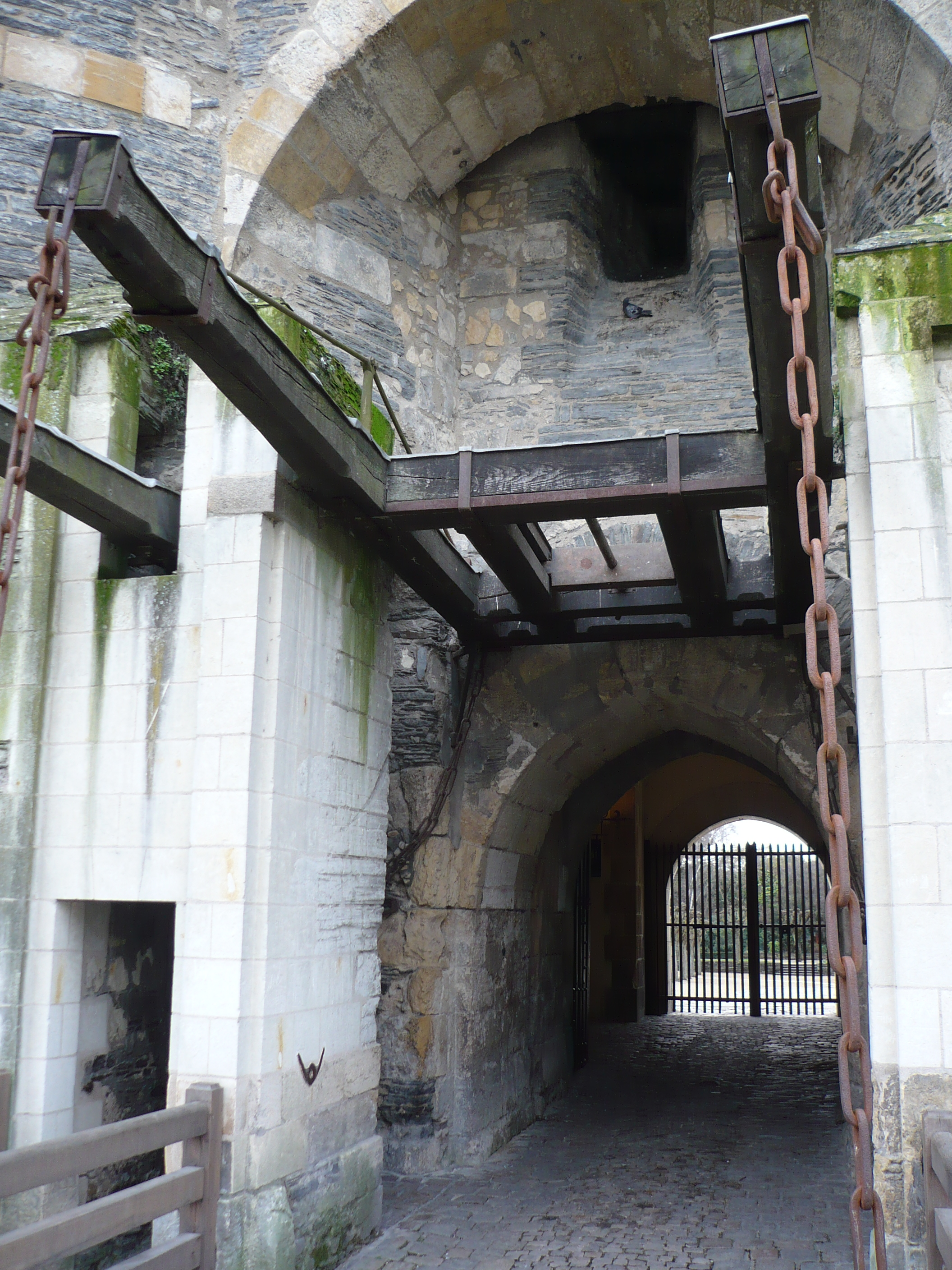
Flèches du pont-levis.

#### L'enceinte et les tours
L'enceinte fortifiée construite à l’instigation de Saint Louis à partir de 1230 est flanquée de dix-sept tours à archères érigées avec un appareil alternant schiste et assises de tuffeau. Les tours, dont deux porteries à deux tours, sont hautes d'une trentaine de mètres, larges d'environ dix-huit mètres et reliées entre elles. Une dix-huitième tour, la tour Guillon, démolie en 1832, située en dehors de l'enceinte, vers la Maine, servait à l'approvisionnement du château. Durant la Révolution, les tours ont été rognées. Les remparts d'une longueur d’environ 800 m de long closent une surface de 25 000 m2. Du côté nord, vers la rivière, l’abrupt du plateau est tel que les architectes n’ont pas jugé nécessaire de compléter les défenses.

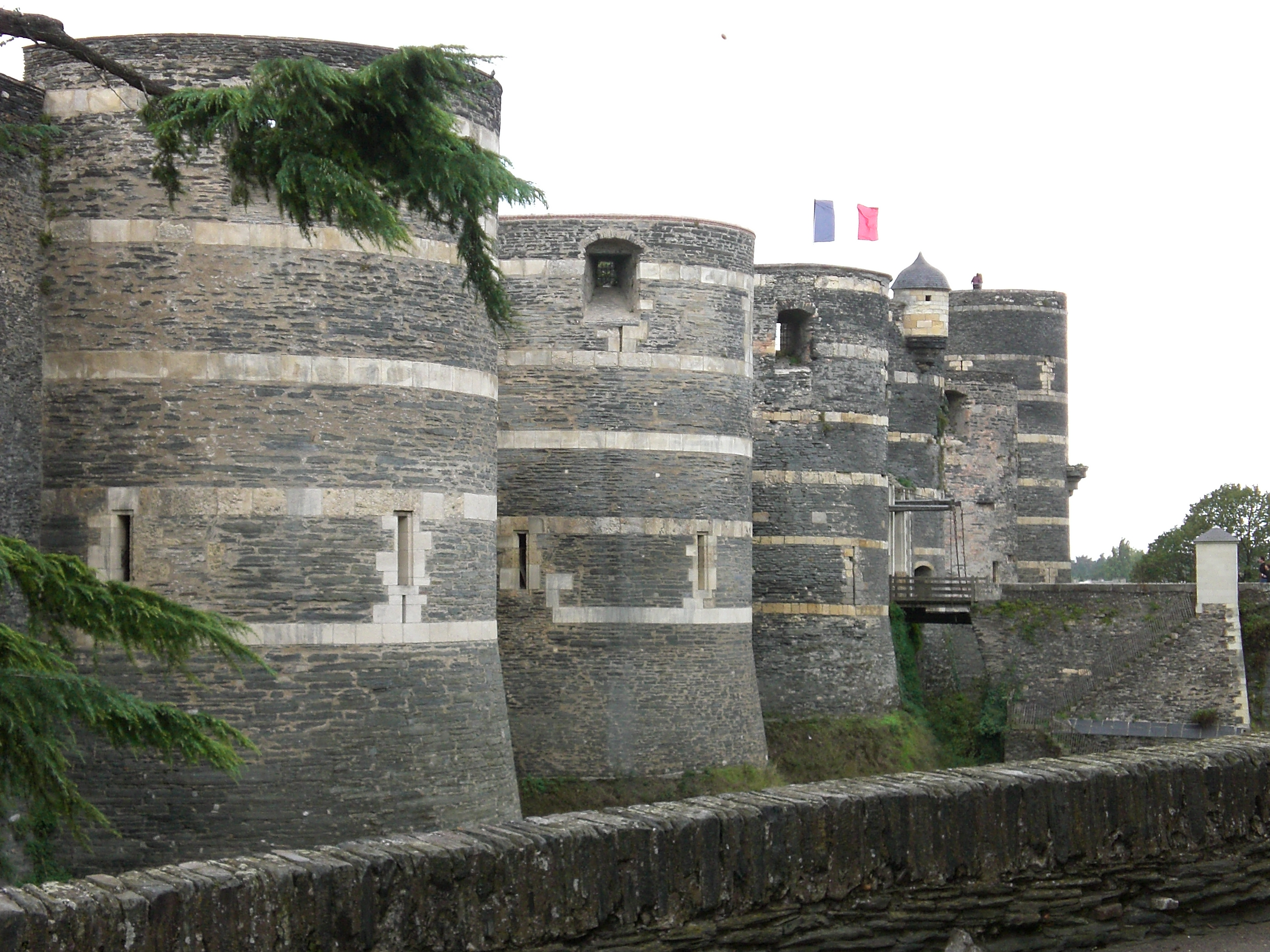
Tours de l'enceinte, côté porte de Ville.
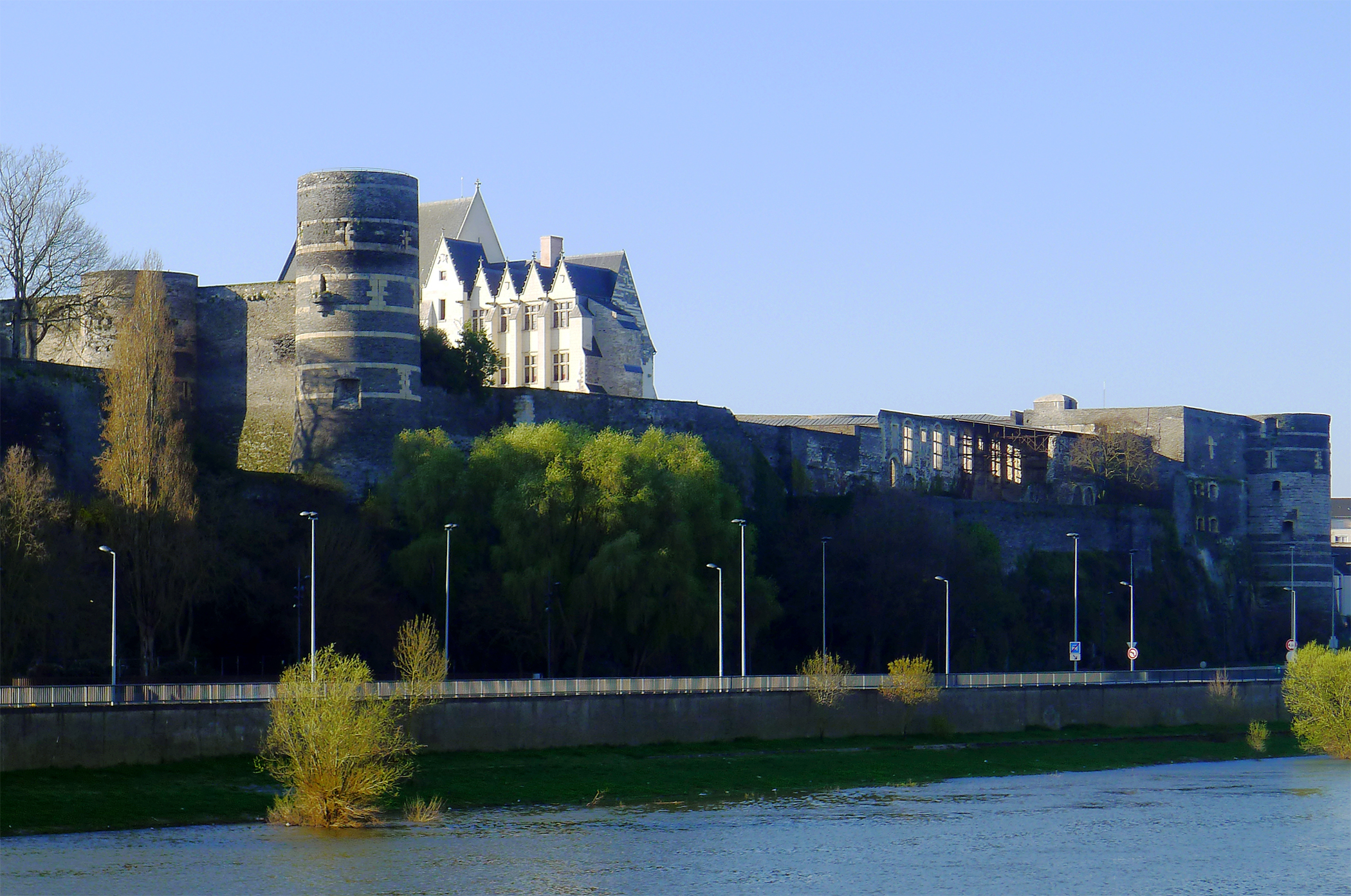
Château surplombant la Maine.
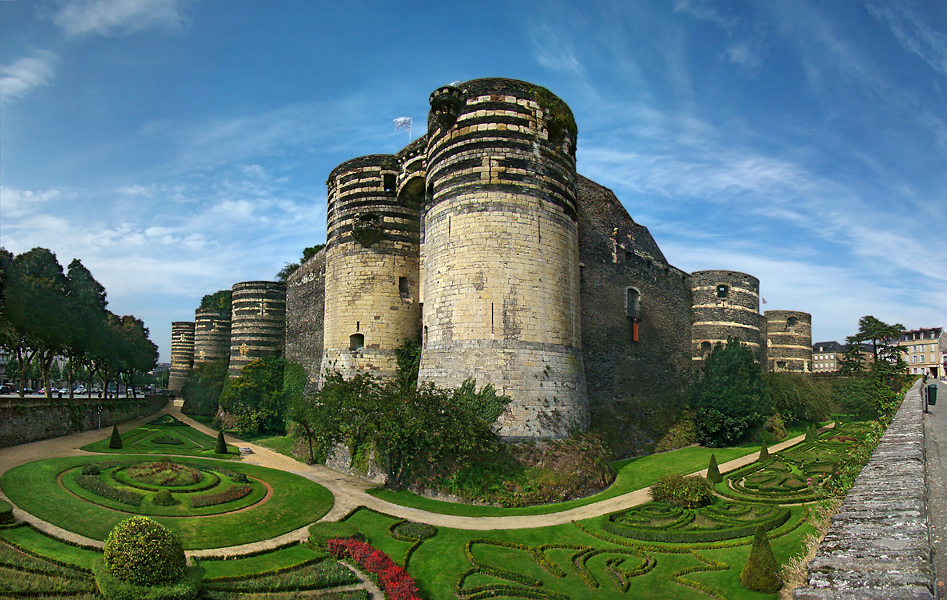
Tours de l'enceinte, côté porte des Champs.
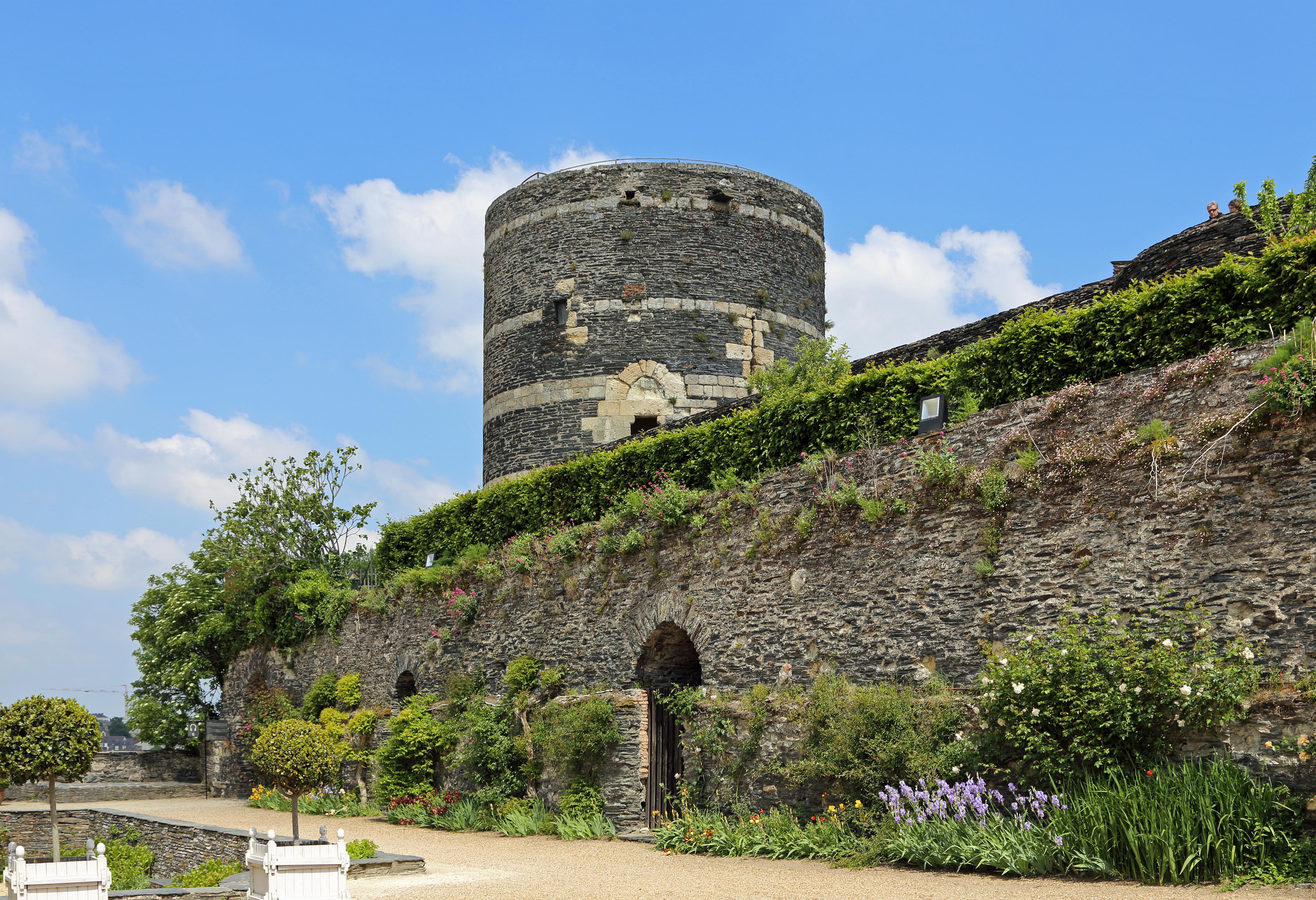
Tour du Moulin, la plus haute de la forteresse actuelle.
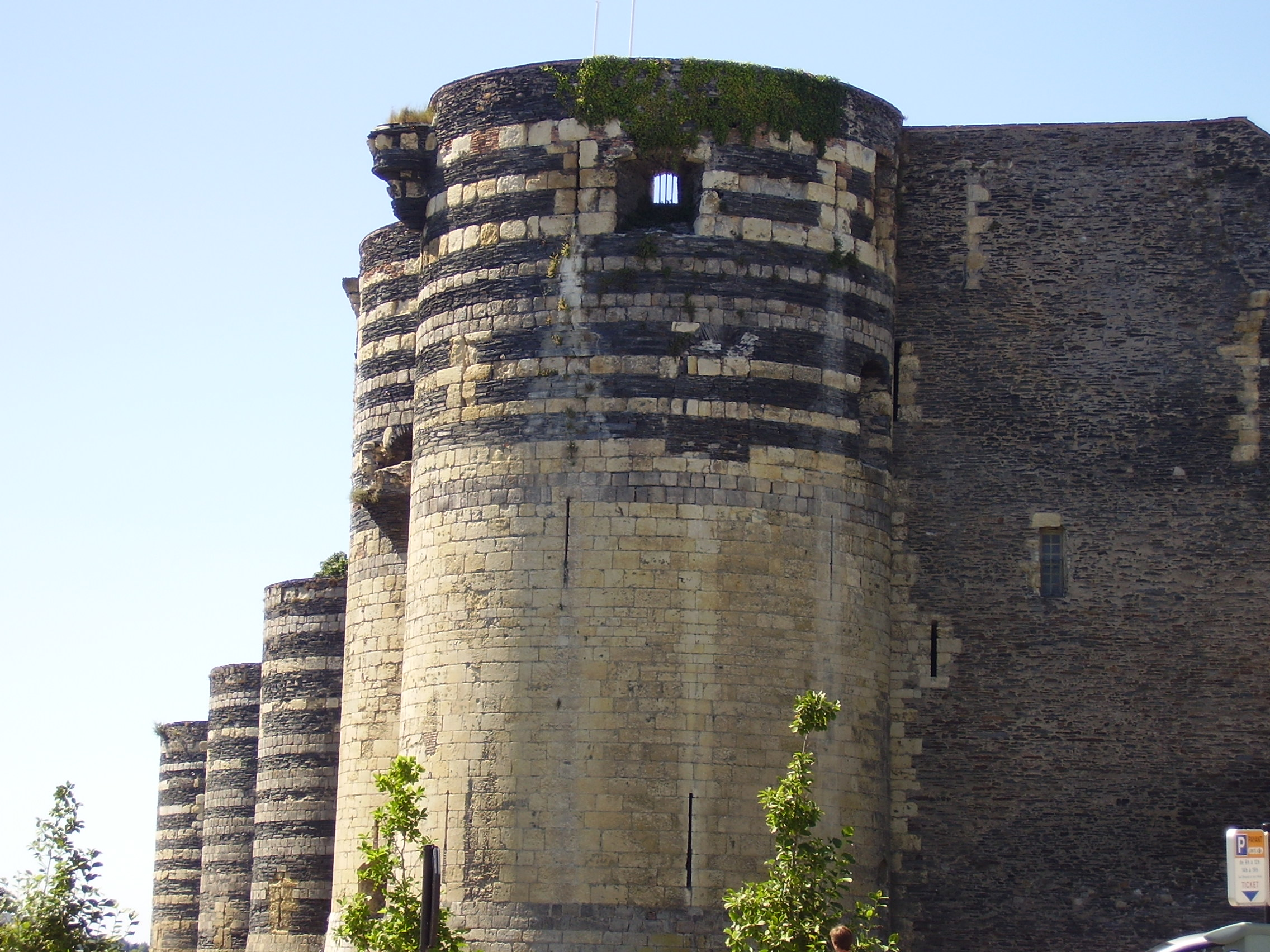
Alignement des tours.

#### Les fossés-jardins
Les fossés ont été creusés dès la construction de la forteresse sous le règne de Saint Louis. Au sud, ils séparaient alors le château — bâti sur la colline du même nom — du faubourg de l'Esvière. Au nord, ils imposaient la limite entre la cité et le château. Ils furent agrandis au XIVe puis au XVIe siècle. Deux puits s'y situent : un à l'est, l'autre au nord. Bien que la Maine passe au pied du château, il n'a jamais été question de mettre les fossés en eau, principalement à cause du dénivelé du terrain.
Sous le roi René, les fossés auraient été transformés en lices pour le déroulement des tournois que le duc appréciait tant. Au XVIIIe siècle, les fossés hébergent des jardins et des potagers. La ville d'Angers devient locataire des fossés en 1912. De 1936 à 1999, des biches et des daims y sont installés. Aujourd'hui, les fossés ont été transformés en jardins.

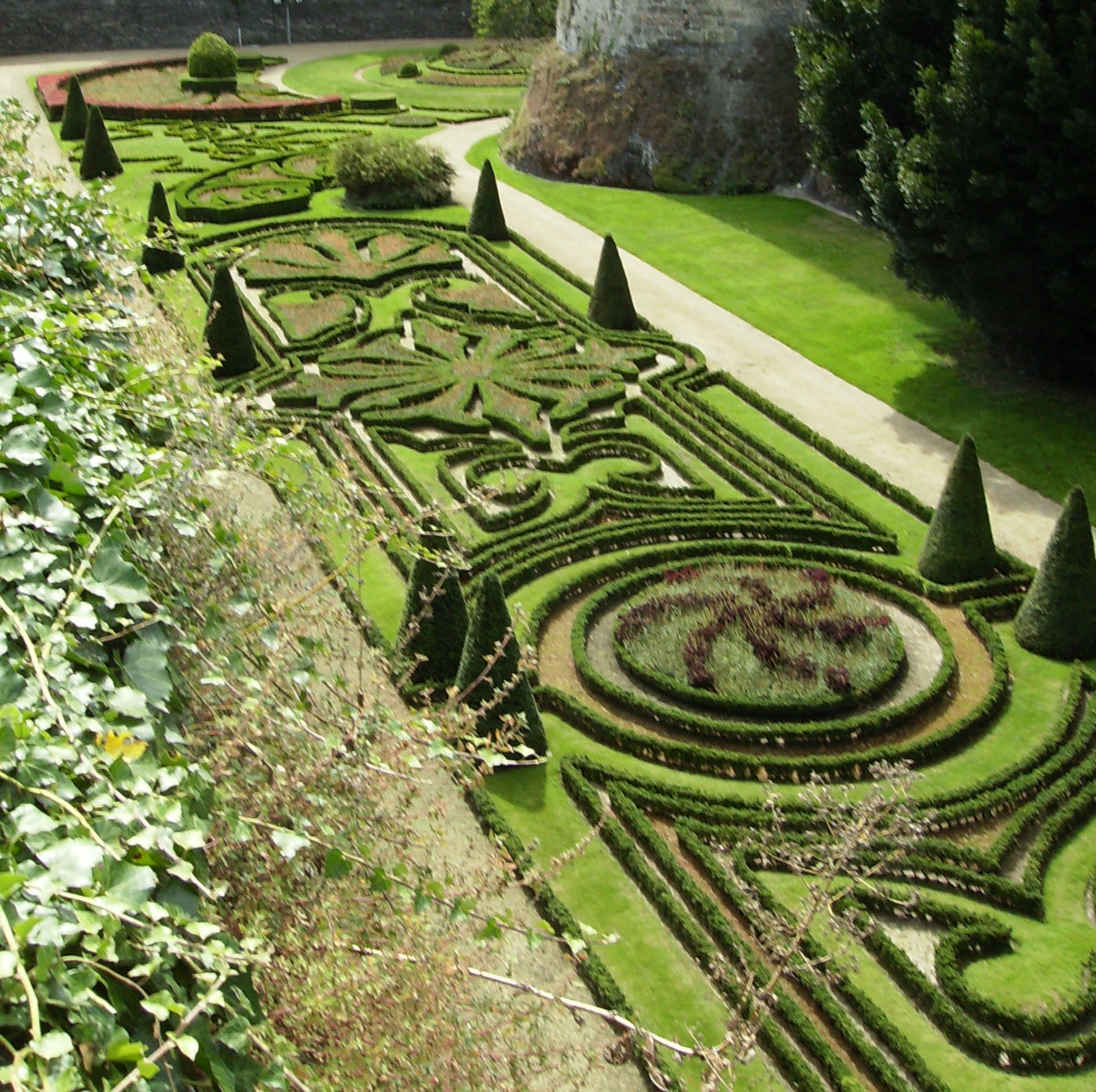
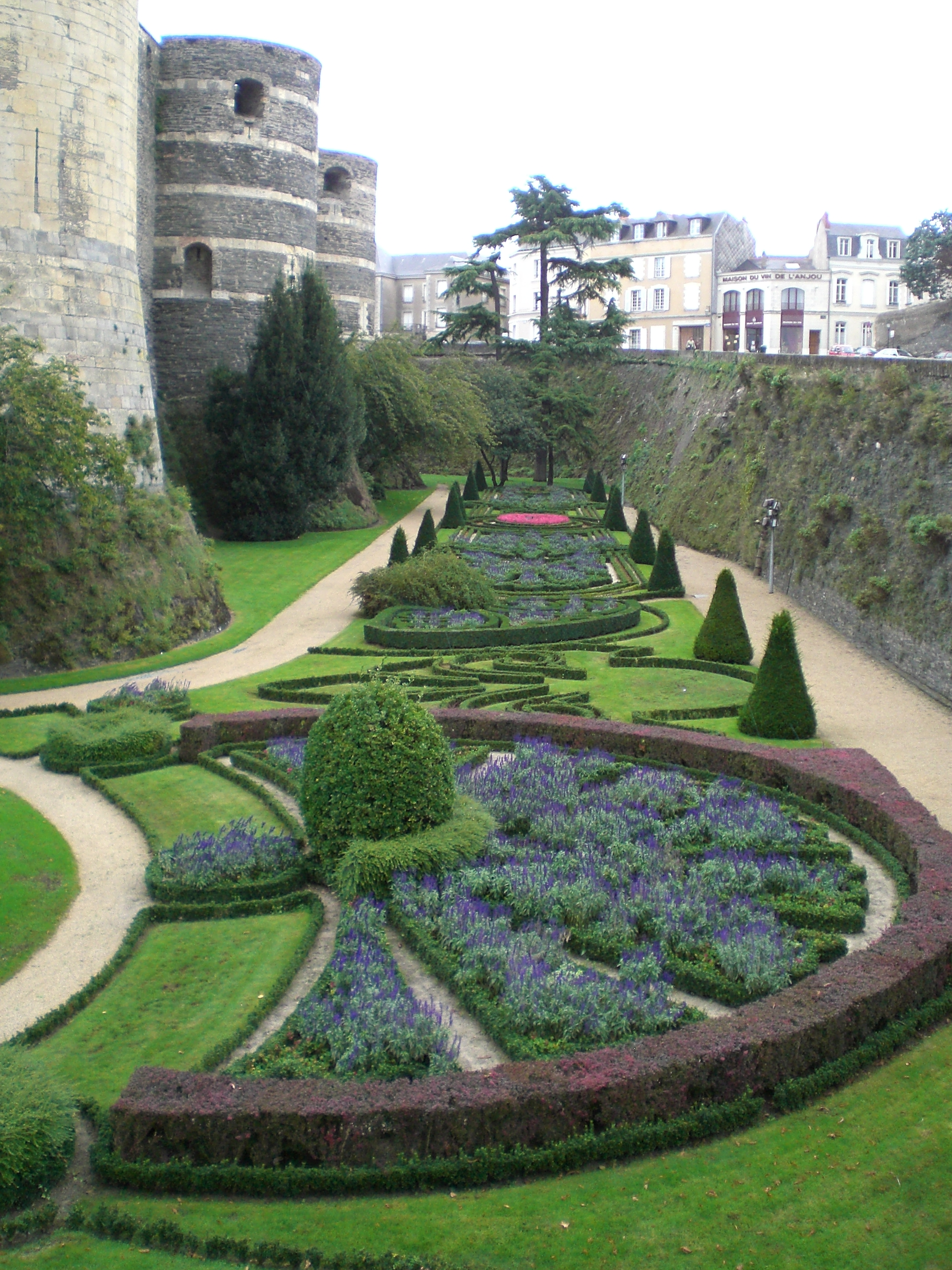
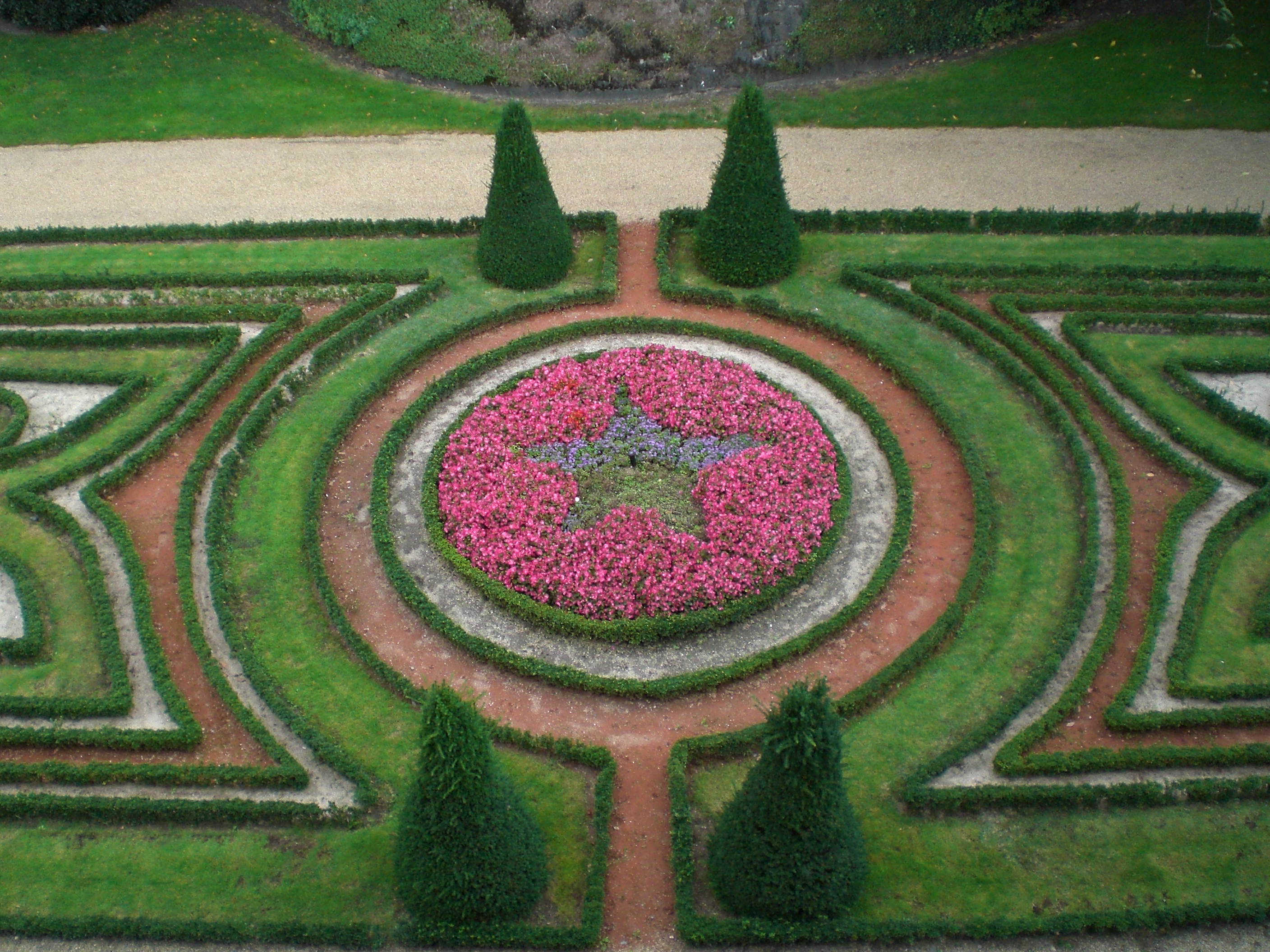
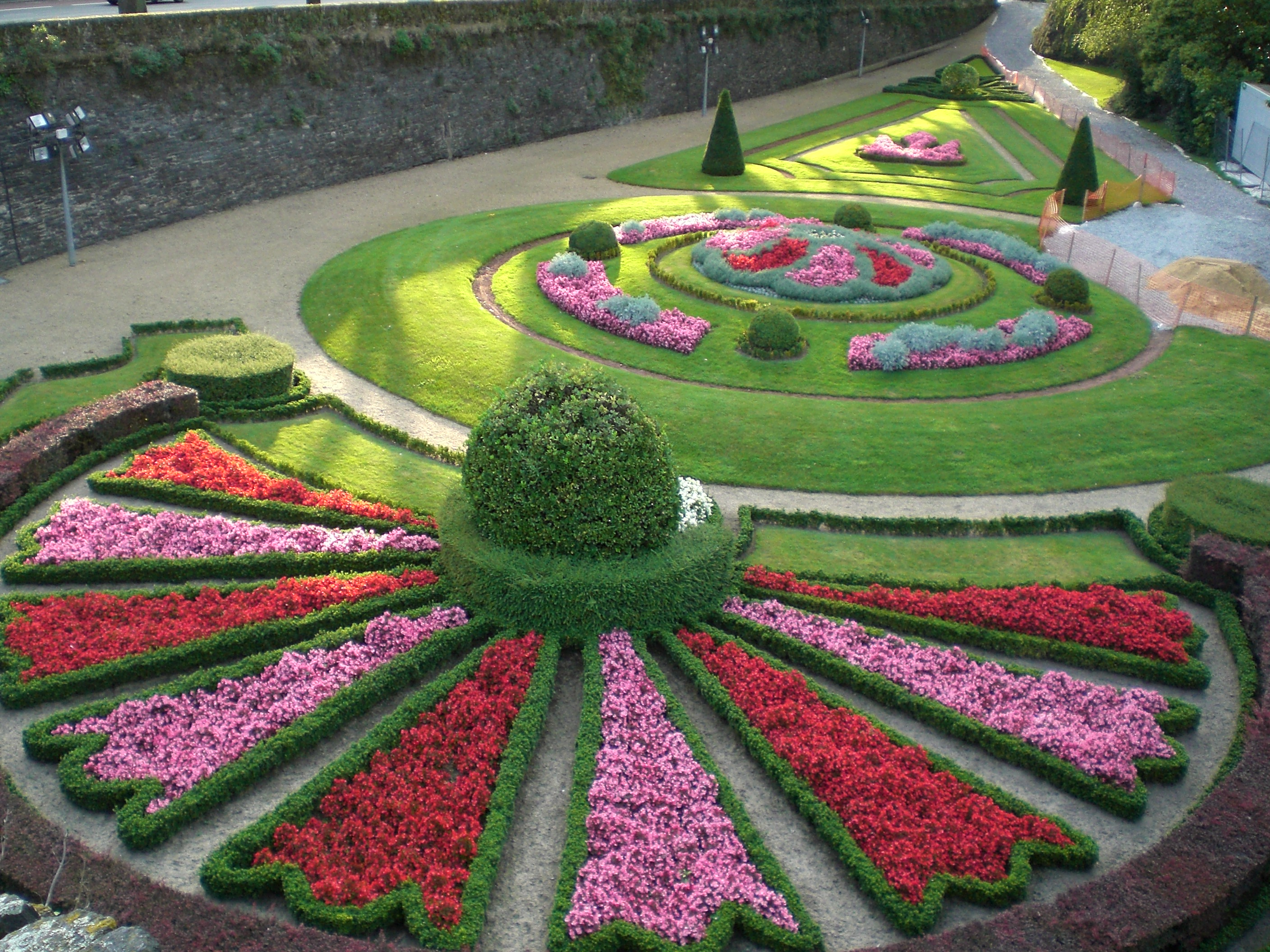
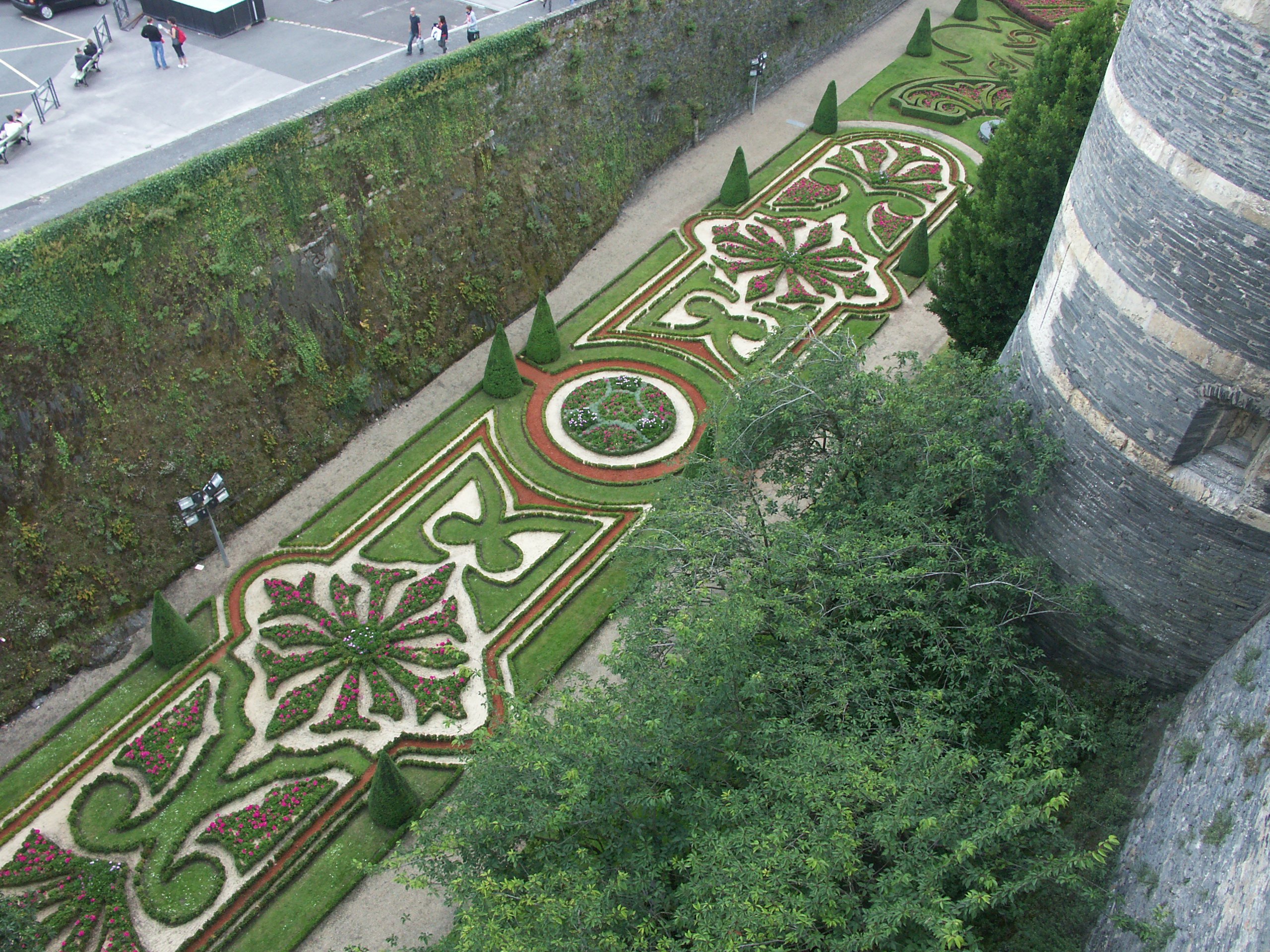

### La cour intérieure

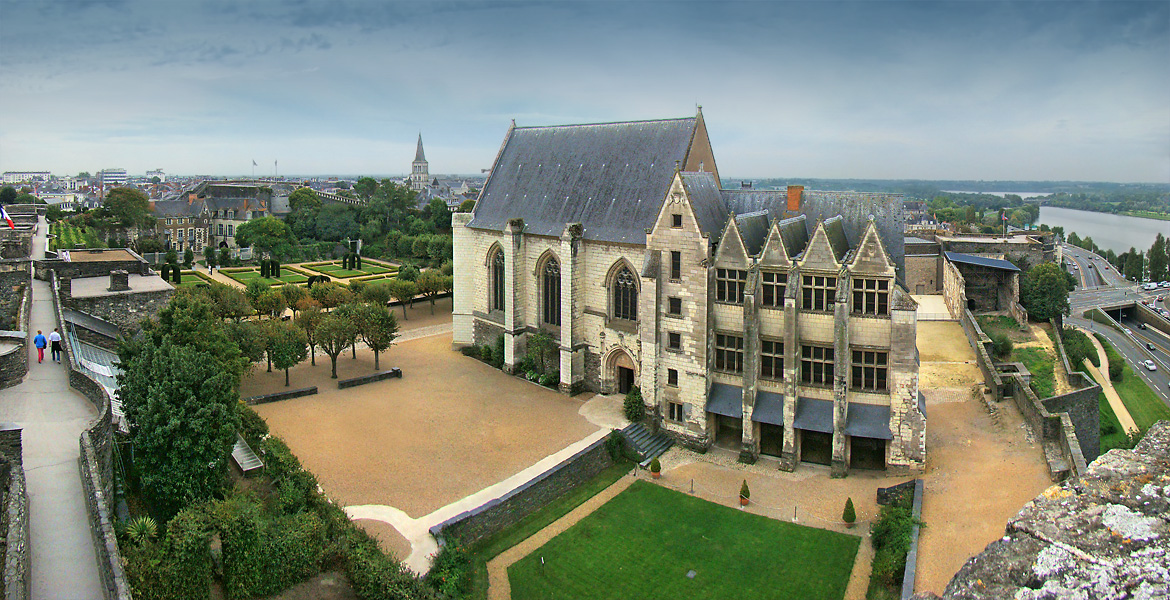
Panorama de la cour intérieure avec la chapelle et le logis royal, vue du haut de la tour du Moulin.

La cour intérieure était divisée en deux parties. L'organisation des bâtiments construits entre les XIVe et XVe siècles divise l'intérieur de la forteresse entre la basse-cour, ou cour de la garnison, et la cour seigneuriale, délimitée par le logis royal, la chapelle, le châtelet, et d'autres bâtiments disparus (communs, cuisines) désormais remplacés par la galerie de l'Apocalypse.

#### La grande salle
La grande salle comtale du château d'Angers date du Xe siècle C'est une aula, une salle d'apparat où s'exerce le pouvoir comtal. La première salle, vaste de 300 m2 (25 × 12 mètres), est agrandie au XIe siècle pour finalement atteindre 480 m2 (40 × 12 mètres),. Au XIIe siècle, vers 1130, probablement après l'incendie de 1131, la grande salle est réaménagée en perçant des petites baies en plein cintre et en perçant l'actuelle porte, également en plein cintre, décorée de bâtons rompus. L'ancienne aula carolingienne est une nouvelle fois modifiée dans la seconde moitié du XIVe siècle pour le duc d'Anjou : sont percés cinq croisées à double croisillons, aménagées de coussièges. Entre ces grandes fenêtres sont percées de petites baies formant une alternance. Une cheminée monumentale est mise en place sur le pignon. La porte du XIIe siècle est quant à elle conservée. Des comptes datant de 1370 font mention, du côté de la Maine, d'aménagement de fenêtres et cheminées.

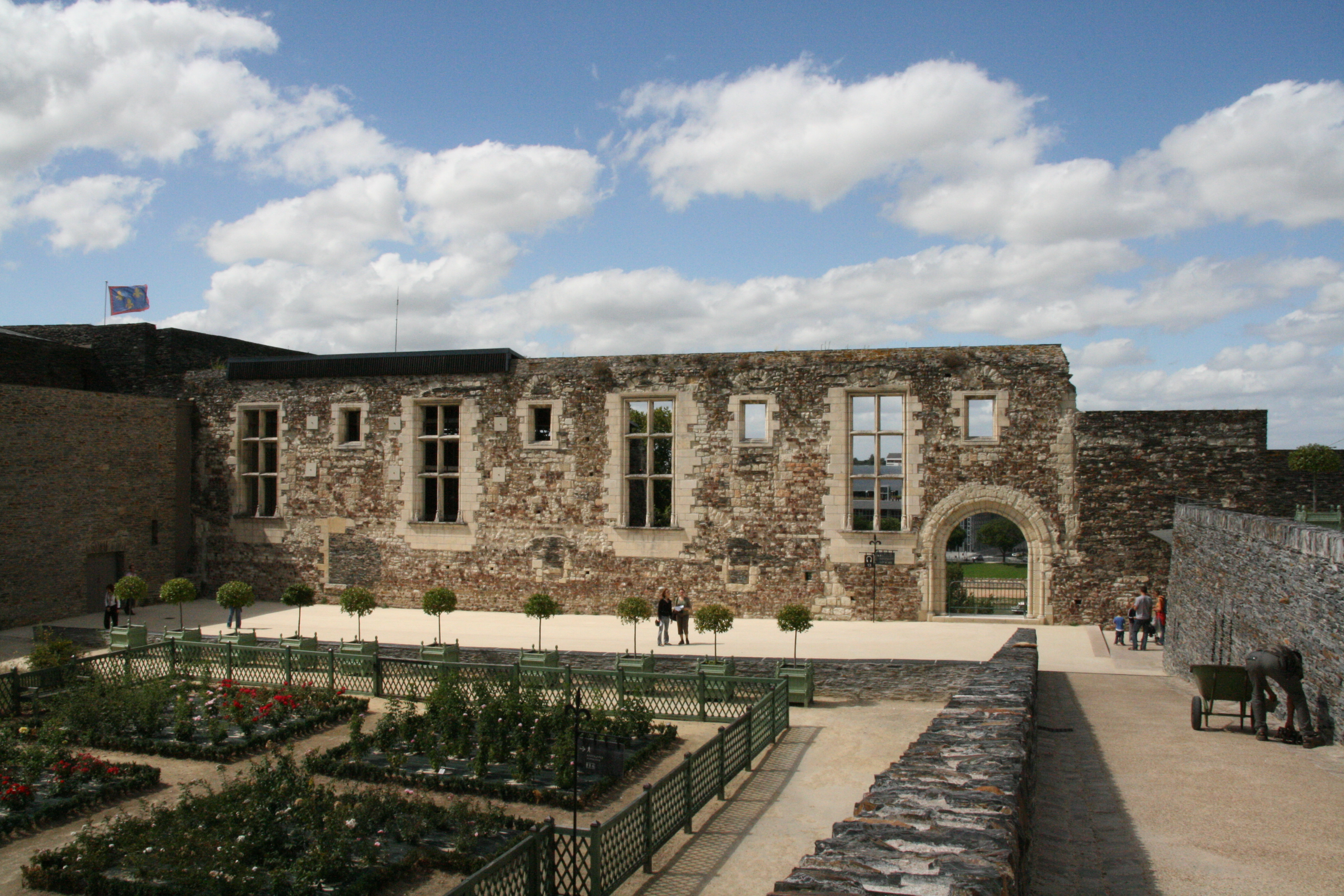
Façade de la grande salle.
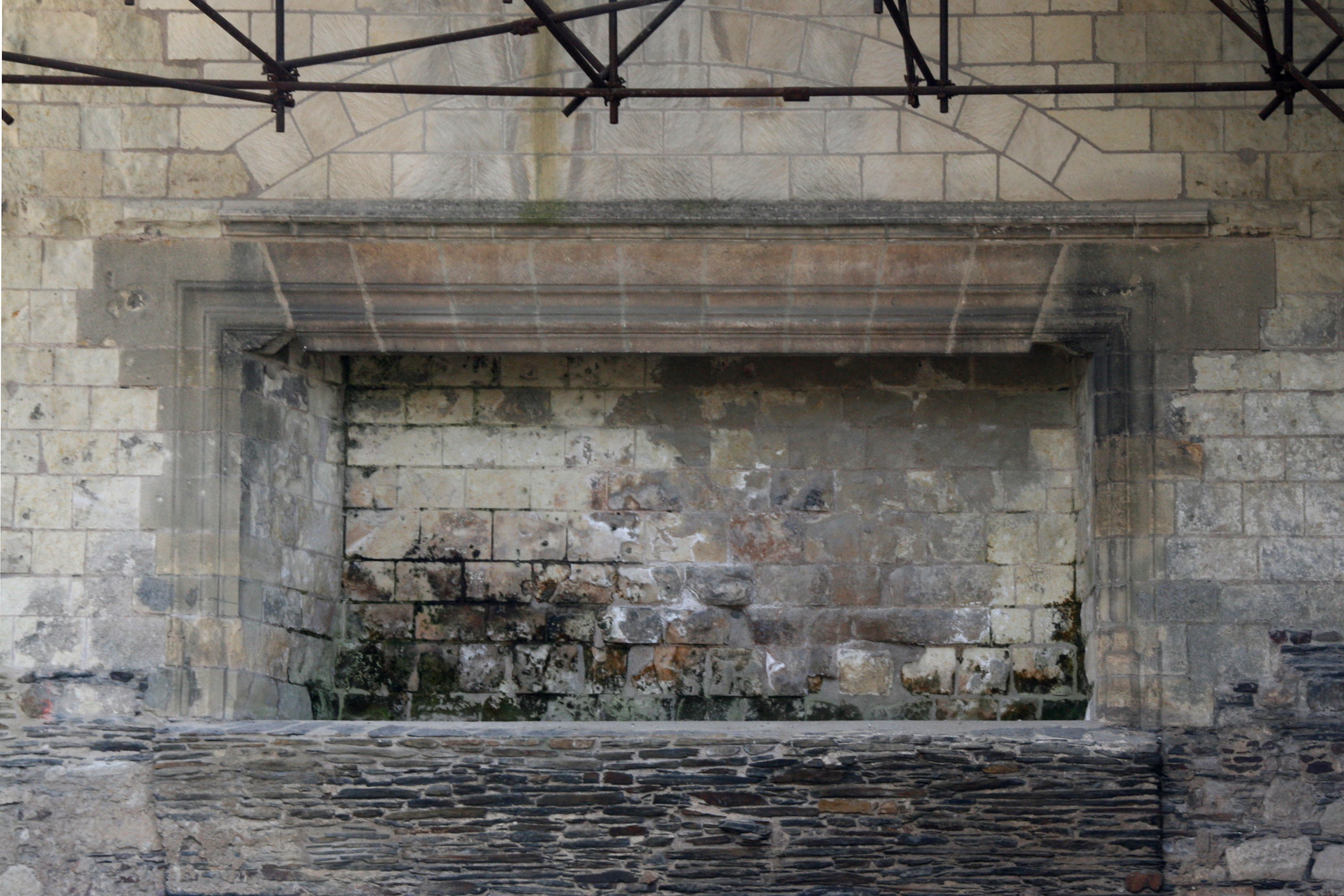
Cheminée monumentale de la grande salle. Les bases des moulures sont dites en bouteille.
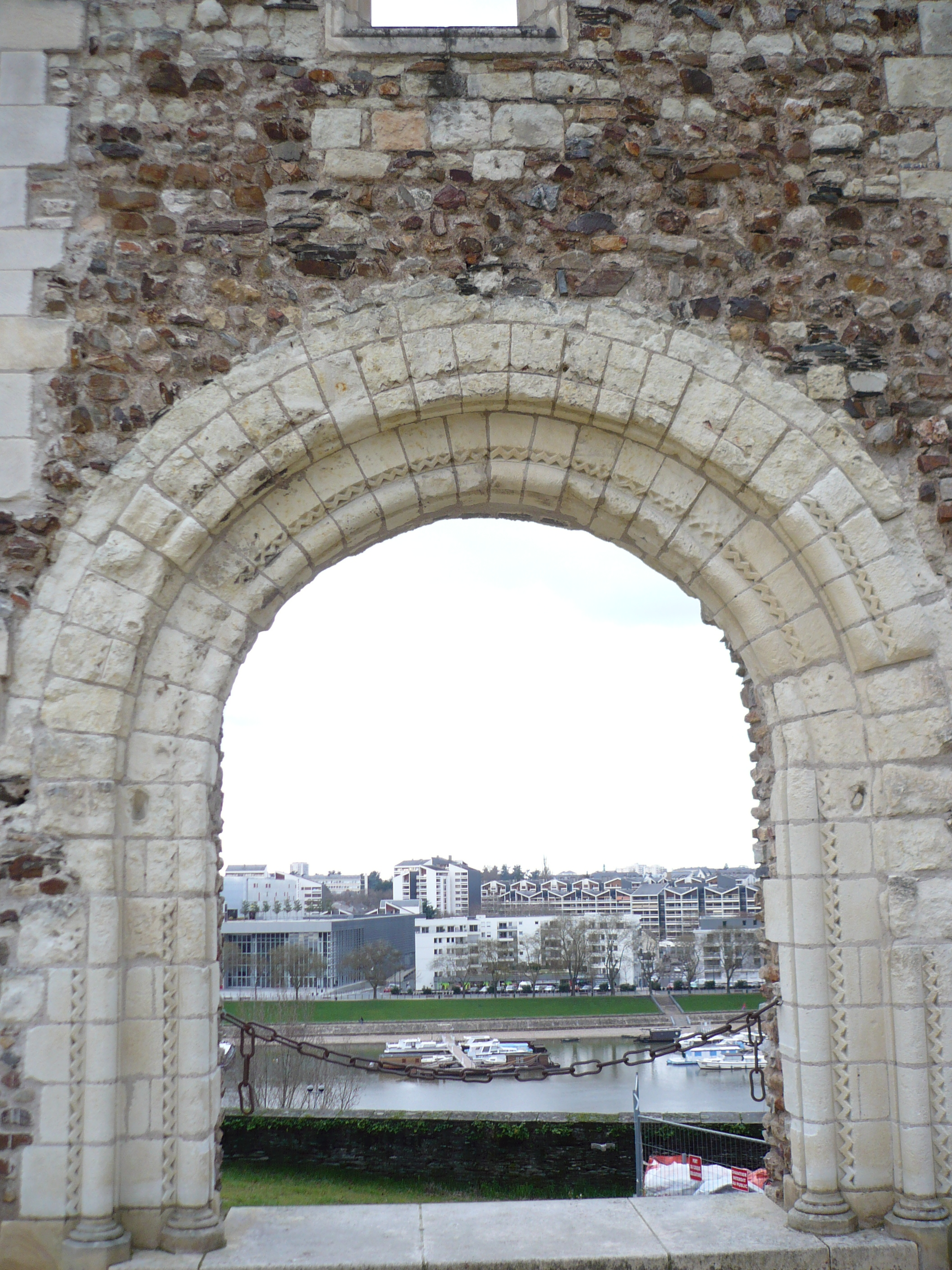
Porte du XIIe siècle de la grande salle.

#### La chapelle Saint-Laud
Une chapelle sous le vocable de Sainte-Geneviève existait probablement déjà sur le site avant la fin du IXe siècle puisque vers cette époque, elle reçoit les reliques de l'évêque de Coutances, Laud, qui lui donnera son nom de Saint-Laud.
Vers 1060, le comte d'Anjou Geoffroy Martel crée un chapitre de chanoines pour y assurer le culte. La chapelle est détruite une première fois au début du XIIe siècle, reconstruite et consacrée par l'évêque d'Angers Renaud de Martigné le 8 juin 1104. Elle est de nouveau détruite dans l'incendie de 1131 et réédifiée par Henri II Plantagenêt. Bien que partiellement enterrée par la reconstruction du château de Saint Louis, elle sert de chapelle au château jusqu'au XIVe siècle, moment où elle sera remplacée par la nouvelle chapelle construite par Yolande d'Aragon.
Les vestiges de la chapelle ont été découverts en 1953, à l'occasion des travaux de terrassement de la galerie de l'Apocalypse. L'actuelle chapelle Sainte-Geneviève-Saint-Laud est une chapelle du XIIe siècle construite en surplomb de la Maine mais à l'extérieur de l'enceinte du XIIIe. Elle mesure cinq mètres sur quinze et était couverte d'une voûte de pierre en berceau et en plein cintre. Il subsiste encore sur le mur nord des colonnes avec des chapiteaux sculptés. Elle est désormais visible en surplomb à l'extrémité de la galerie de l'Apocalypse.

#### Le logis royal
Le logis royal a été édifié par Louis II d'Anjou, vers 1410. À l'époque, les bâtiments s'étendaient jusque du côté de la Maine pour revenir vers la grande salle, clôturant ainsi la cour. Seul le logis contigu à la chapelle demeure actuellement.

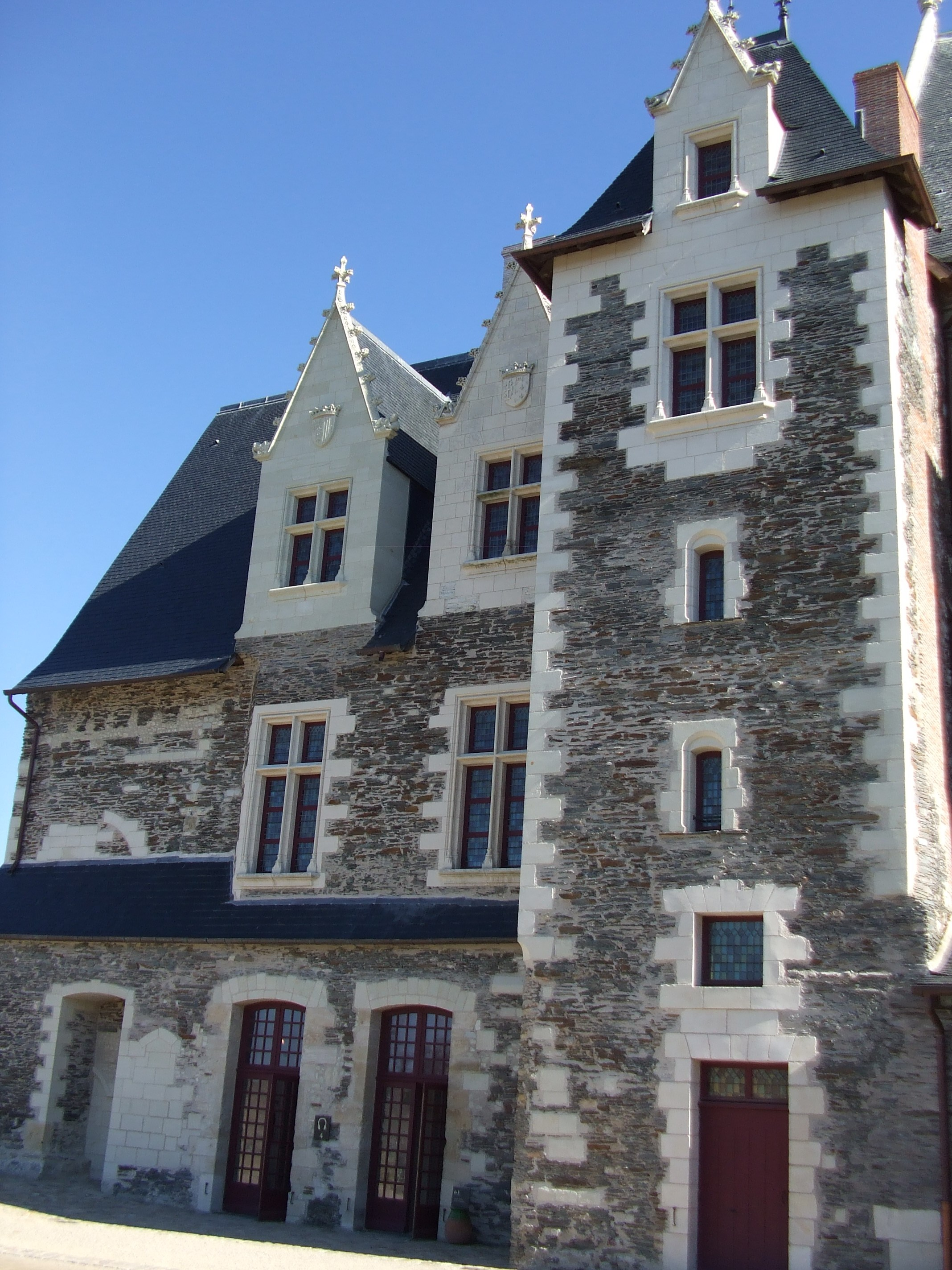
Vue du logis royal en 2013 de l'intérieur de la cour seigneuriale.
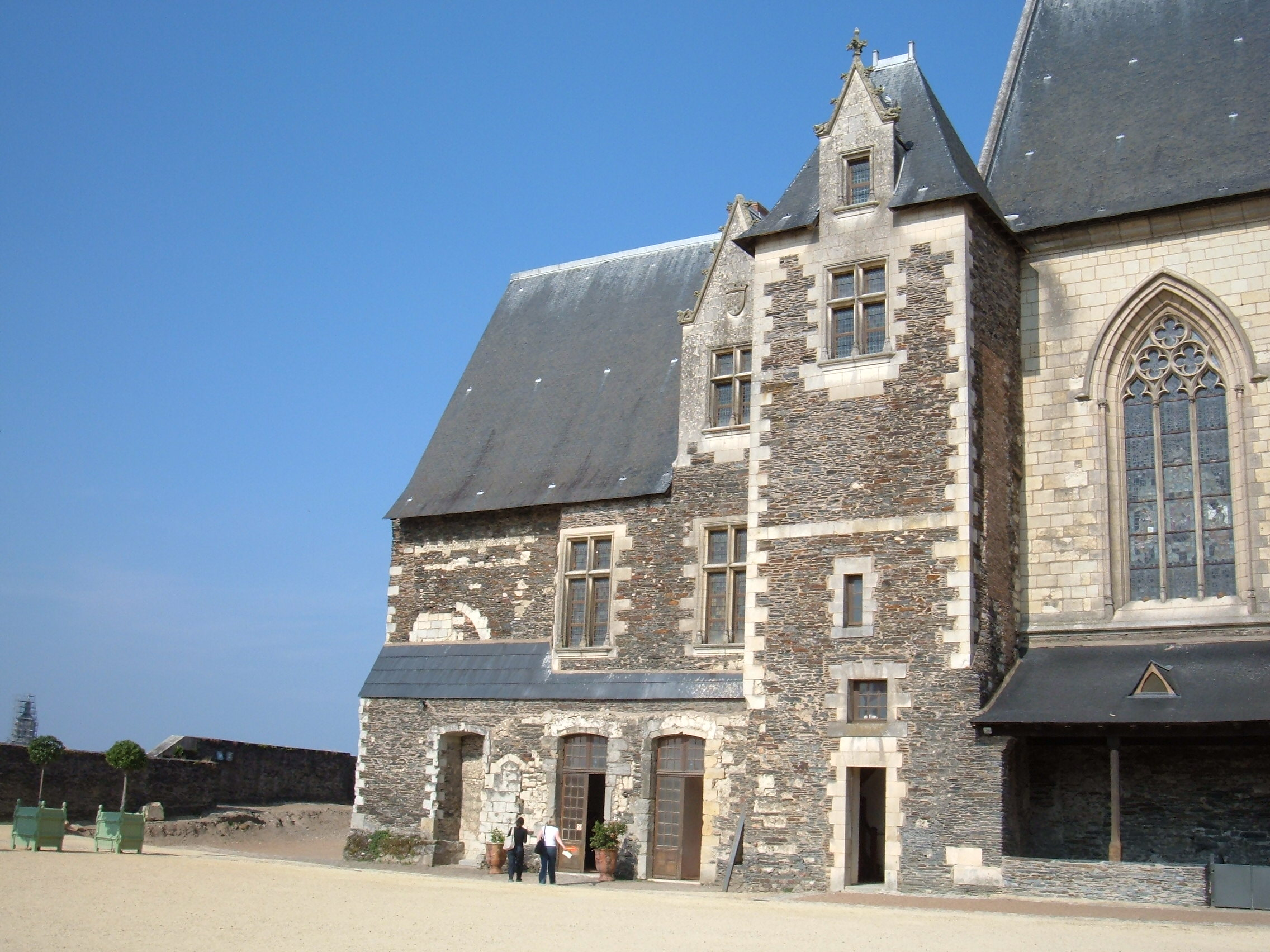
Vue rapprochée du logis royal en 2007 avant l'incendie de 2009.
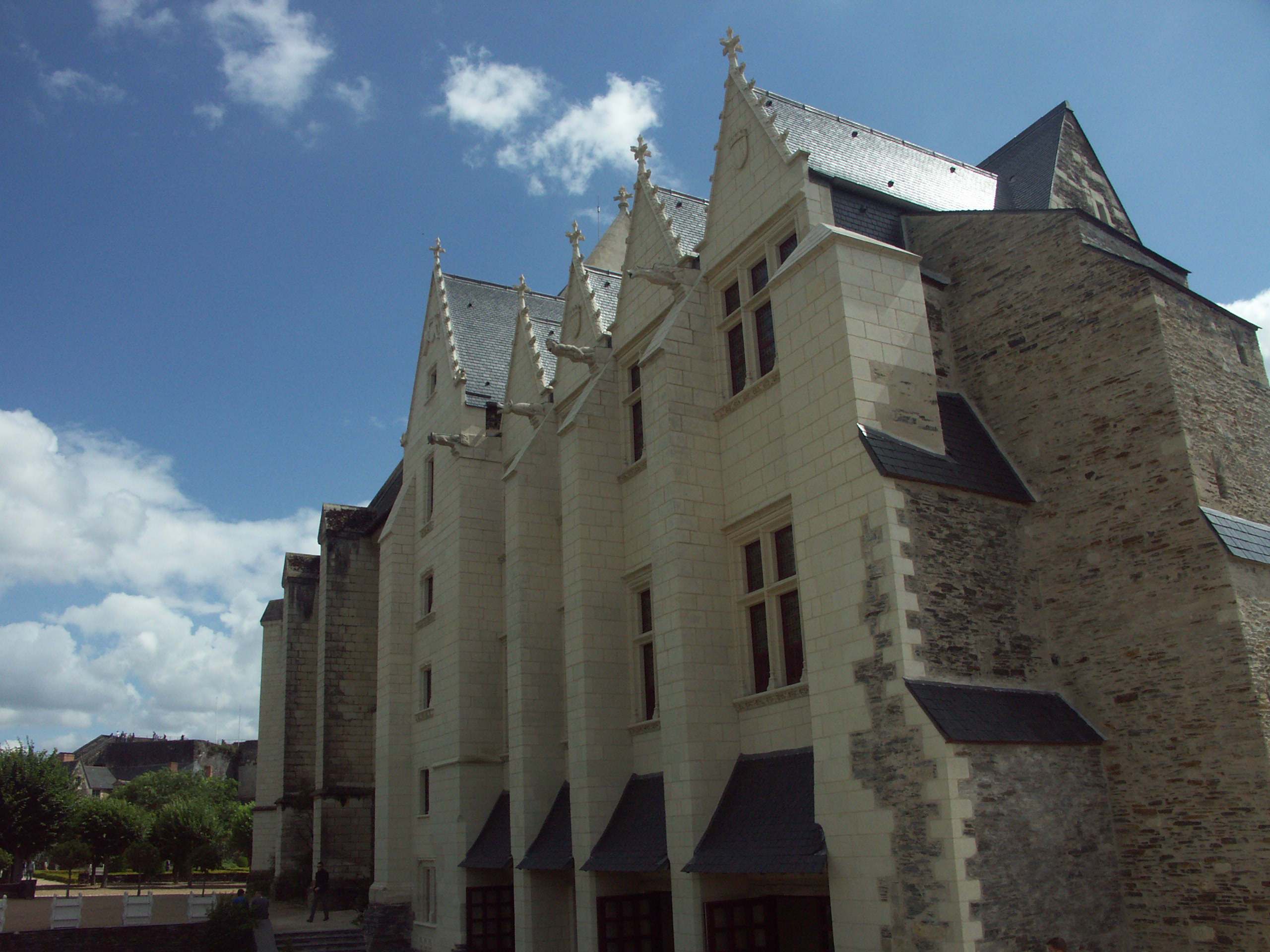
Vue arrière du logis royal après la rénovation, en 2012.

#### La chapelle
À l'intérieur du château, s'élève la chapelle construite à la demande de Yolande d'Aragon, épouse de Louis II d'Anjou. Sa construction débute en 1405 et s'achève en 1413. Elle est dédiée à saint Jean-Baptiste. Avec sa nef unique rectangulaire et ses trois travées de voûte à l'angevine, elle témoigne du style architectural du gothique angevin. L'édifice large (22,85 mètres de long et 11,90 mètres de large) et peu élevé (14,90 mètres sous voûtes) présente en ce début du XVe siècle, un décor typique du gothique international (nervures prismatiques, base en bouteille). Les trois clefs de voûte sont finement sculptées : la première représente les armoiries de Louis II et Yolande, la seconde est ornée de l'écu couronné de Louis II. La clef de la troisième voûte représente une croix à double traverse, symbole de la Vraie croix d'Anjou, reliquaire possédé par la maison d'Anjou et présent sur ses armoiries et qui fut exposé dans la chapelle entre 1412 et 1456. Les portes actuelles de la chapelle de style gothique sont les portes d'origines.
Sur la face sud a été placé l'oratoire seigneurial, ou loggia seigneuriale. Celle-ci, construite sous Yolande, a été reprise par René qui l'a améliorée par l'ajout d'une triple arcature tri-foliée donnant vue sur l'autel. L'oratoire est orné du côté de la chapelle par des décors et moulures en pierres, tous les ornements saillants ont cependant été détruits lors de l'occupation militaire de l'édifice. Seul subsiste aujourd'hui les traces en négatif. On y accédait soit par une porte extérieure, soit par la chapelle. Une cheminée, dont le conduit était dissimulé par un contrefort et un pinacle, permettait de chauffer la pièce.
L'éclairage se fait principalement par la verrière du chevet plat, orientée à l'est. Chaque travée est percée de deux verrières, une au nord, l'autre au sud. Les vitraux originels ont été détruits. Cependant, on peut encore trouver dans la verrière sud de la première travée les vestiges d'un vitrail du XVe siècle appartenant originellement à l'abbaye de Louroux. Transporté en 1812 à l'église de Vernante, il est donné en 1901 au Musée d'Archéologie et remonté dans la chapelle de l'ancien hôpital Saint-Jean d'Angers. Il est finalement remonté dans la chapelle du château en 1951. Il représente le roi René et sa femme Jeanne de Laval à genoux, en prière, encadrant la Vierge.

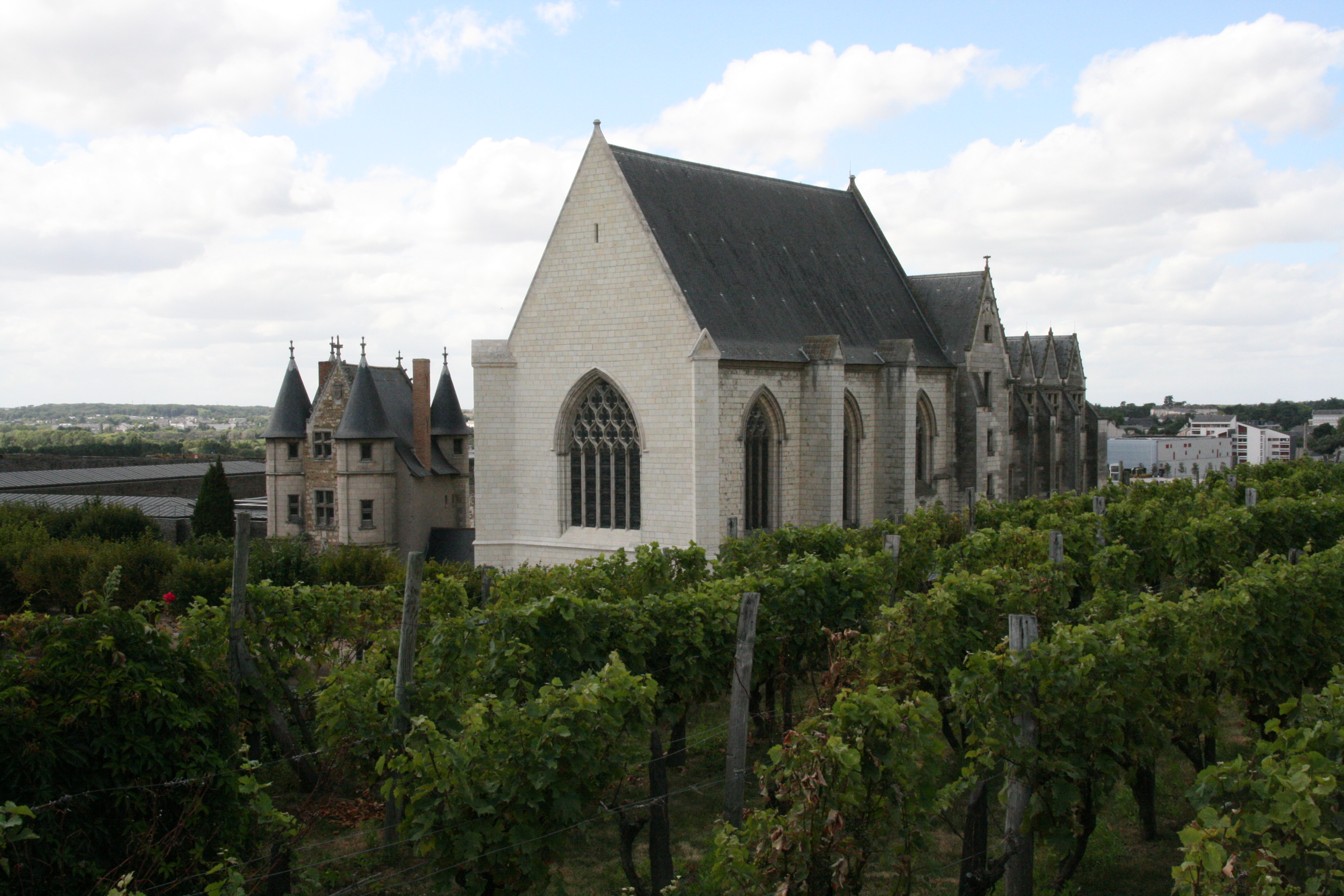
Vue de nord-ouest.
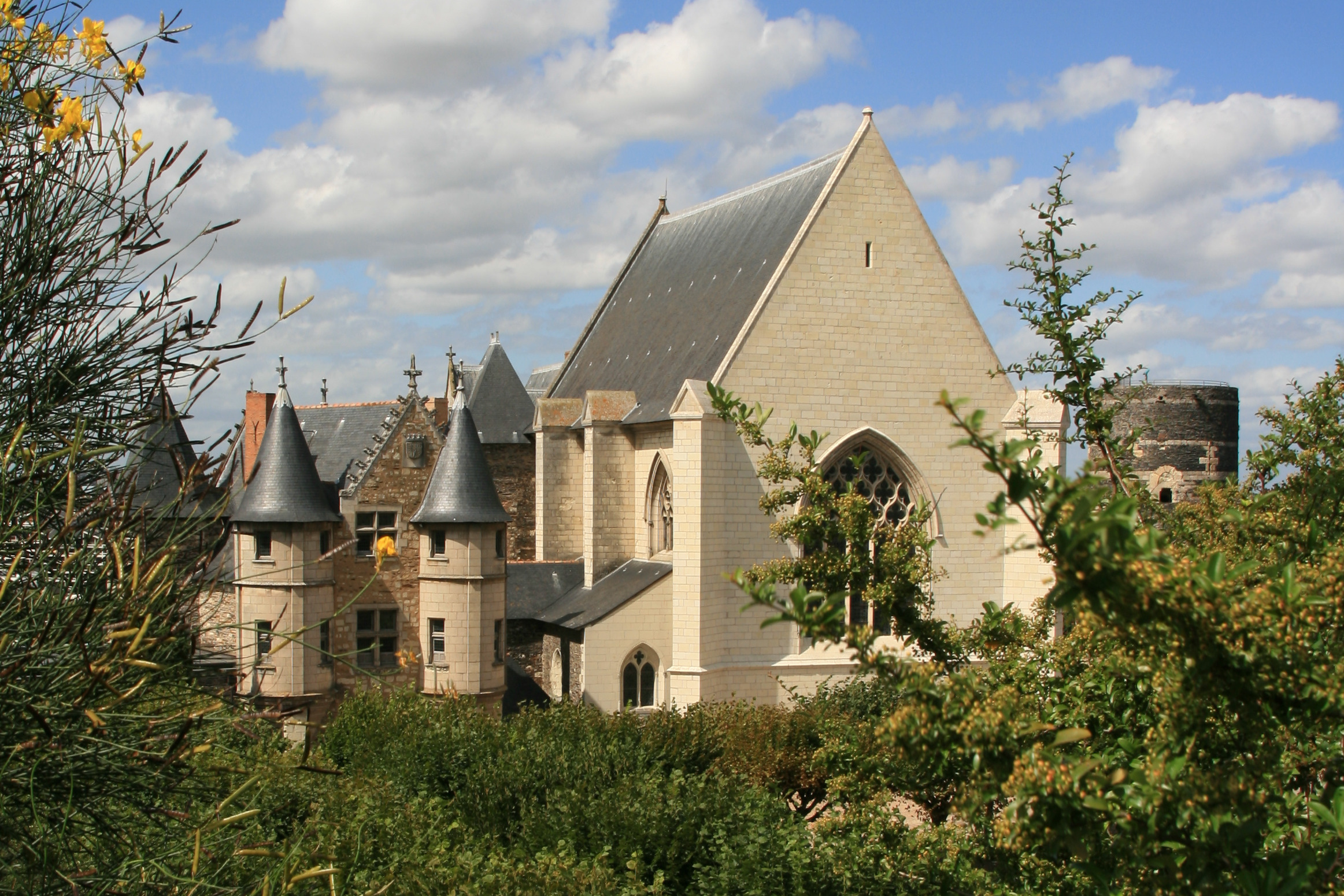
Vue extérieure.
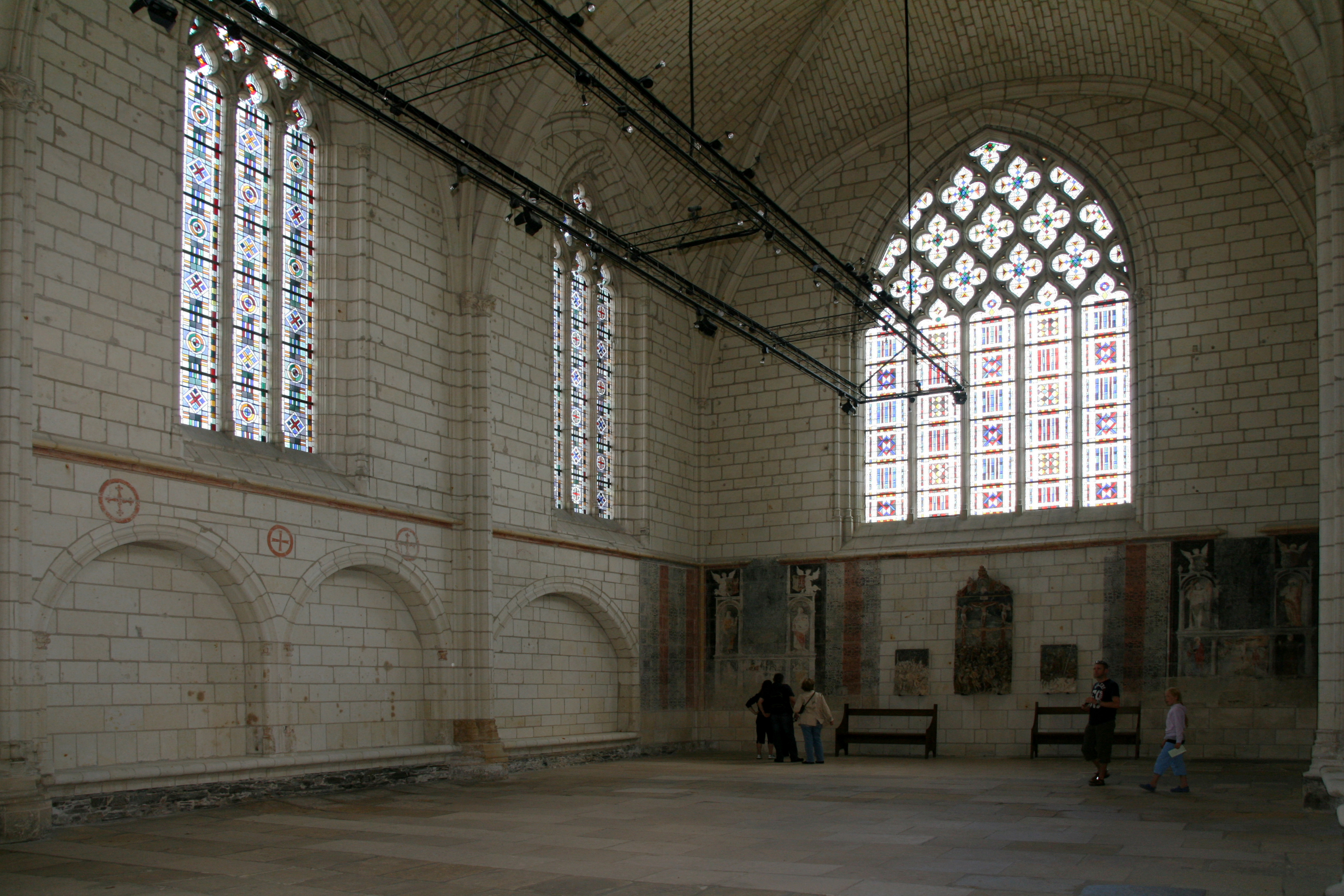
Vue intérieure.
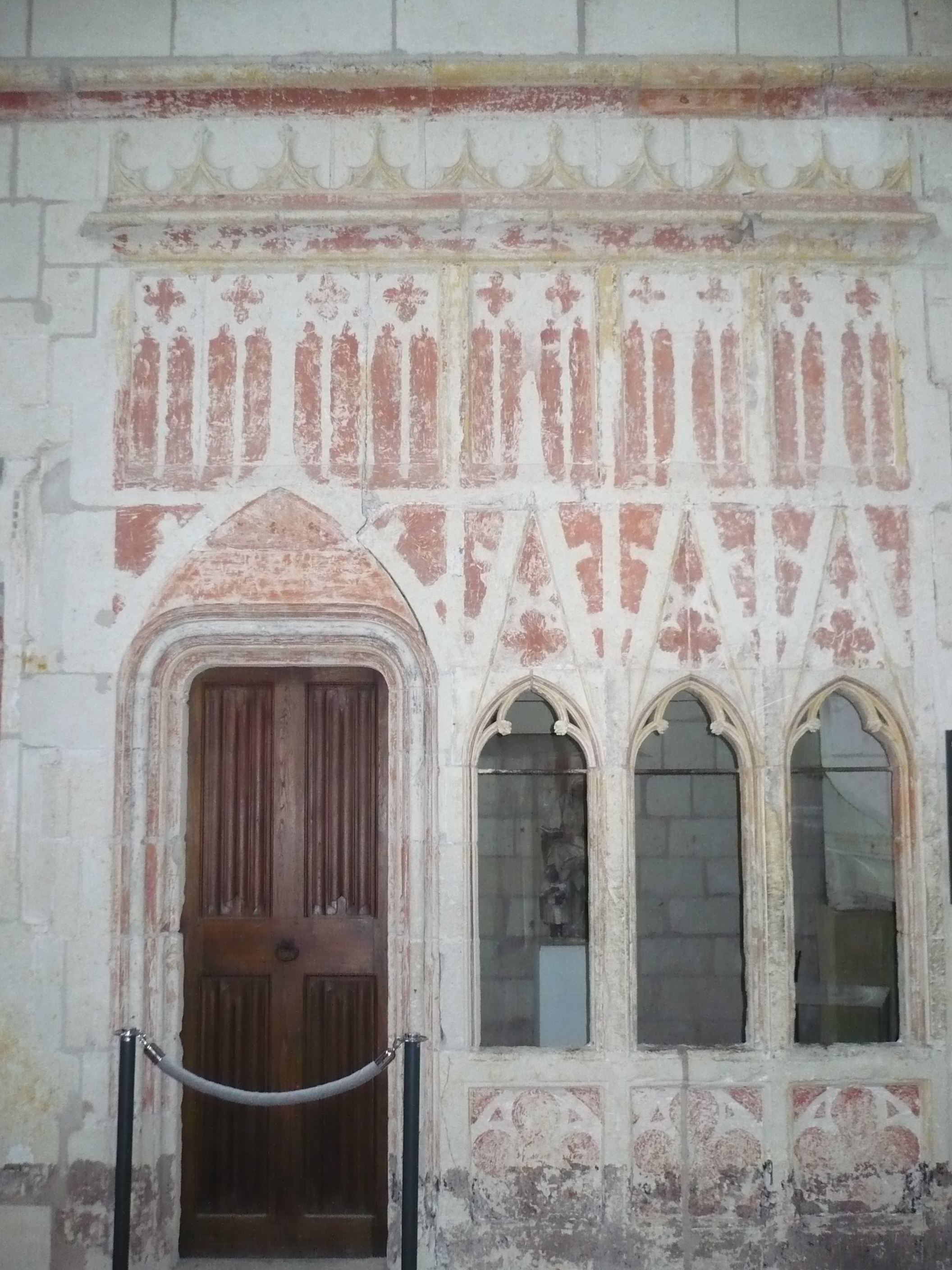
Oratoire.
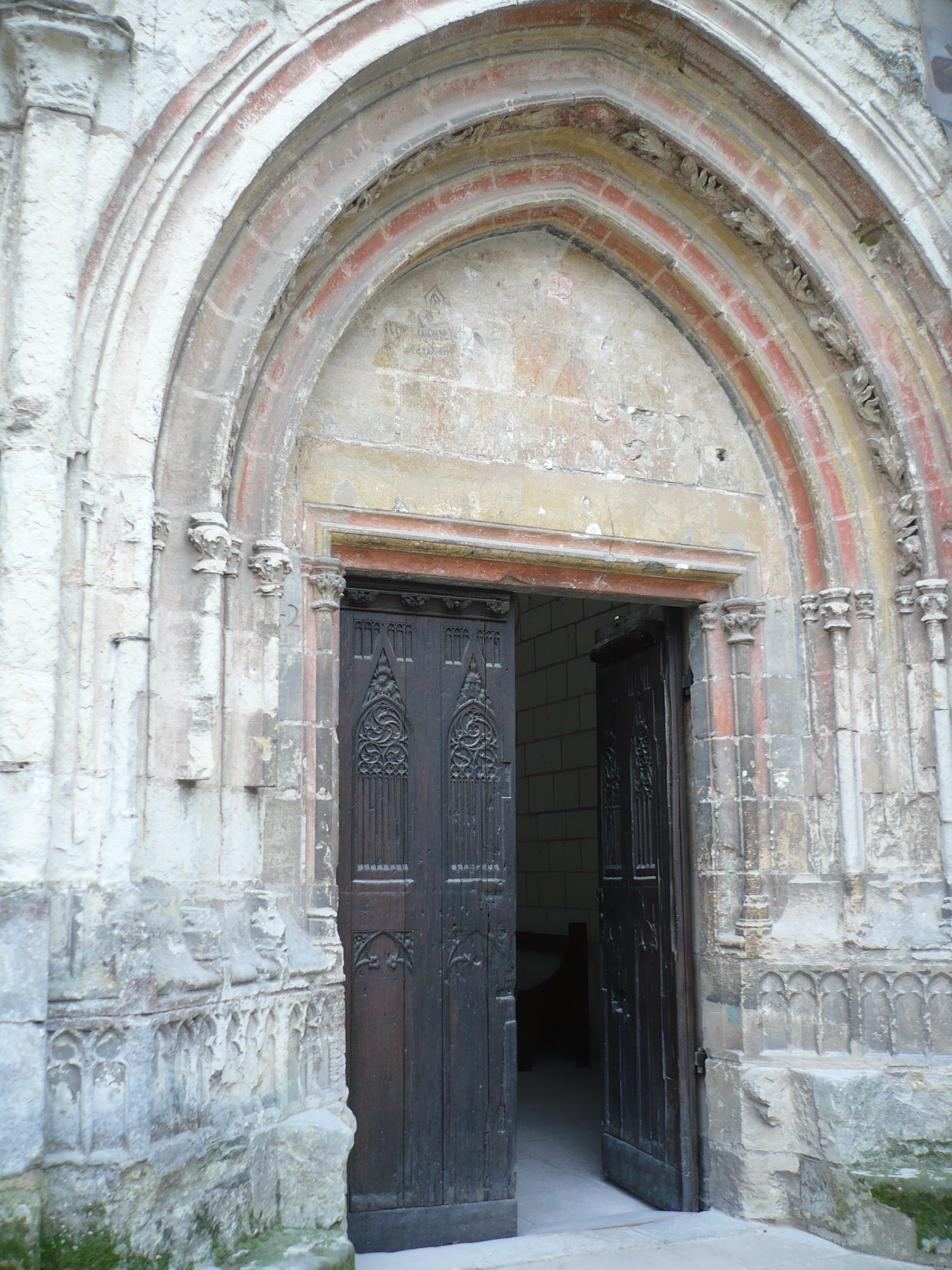
Portail d'entrée.
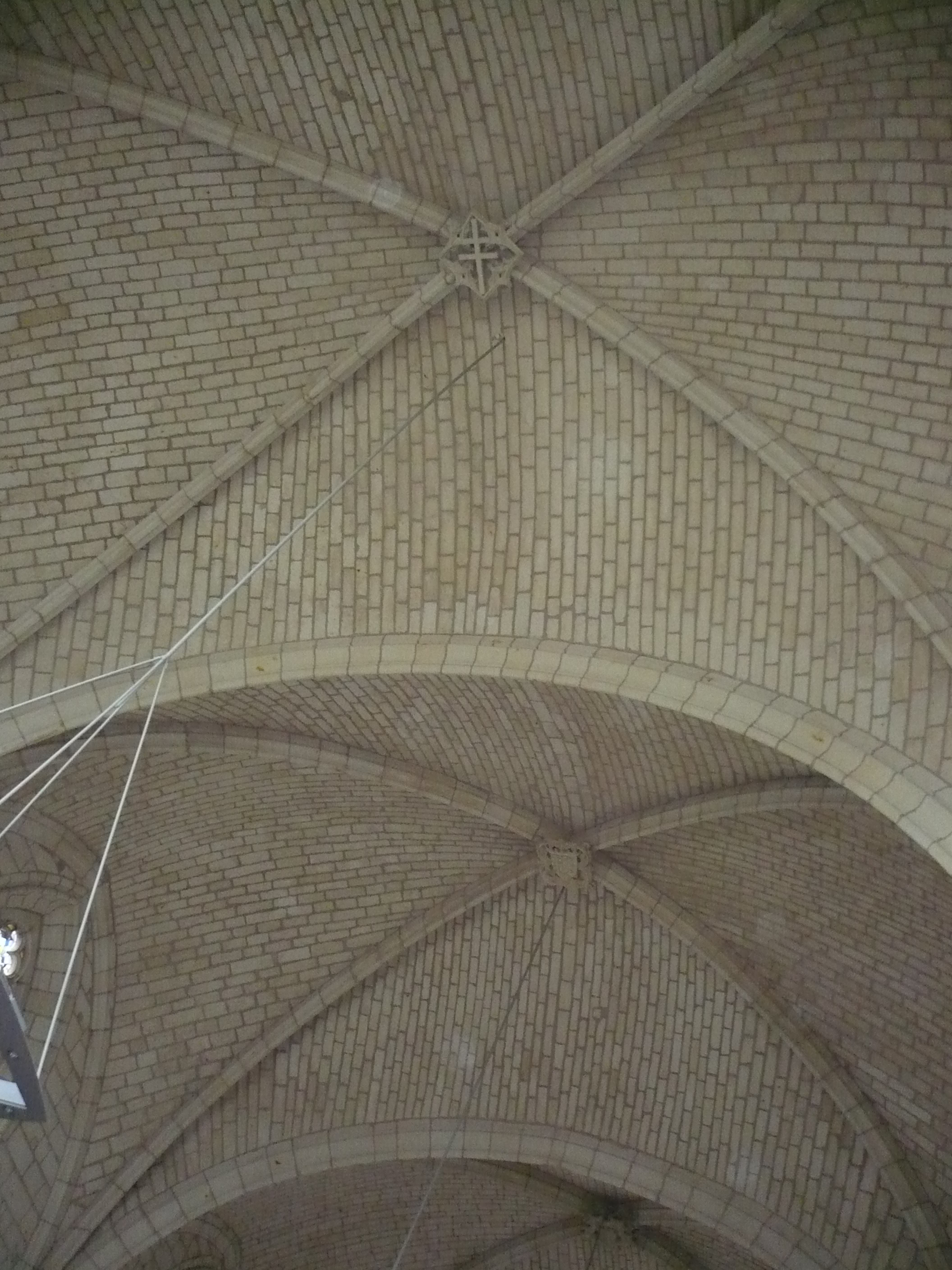
Voûtes.
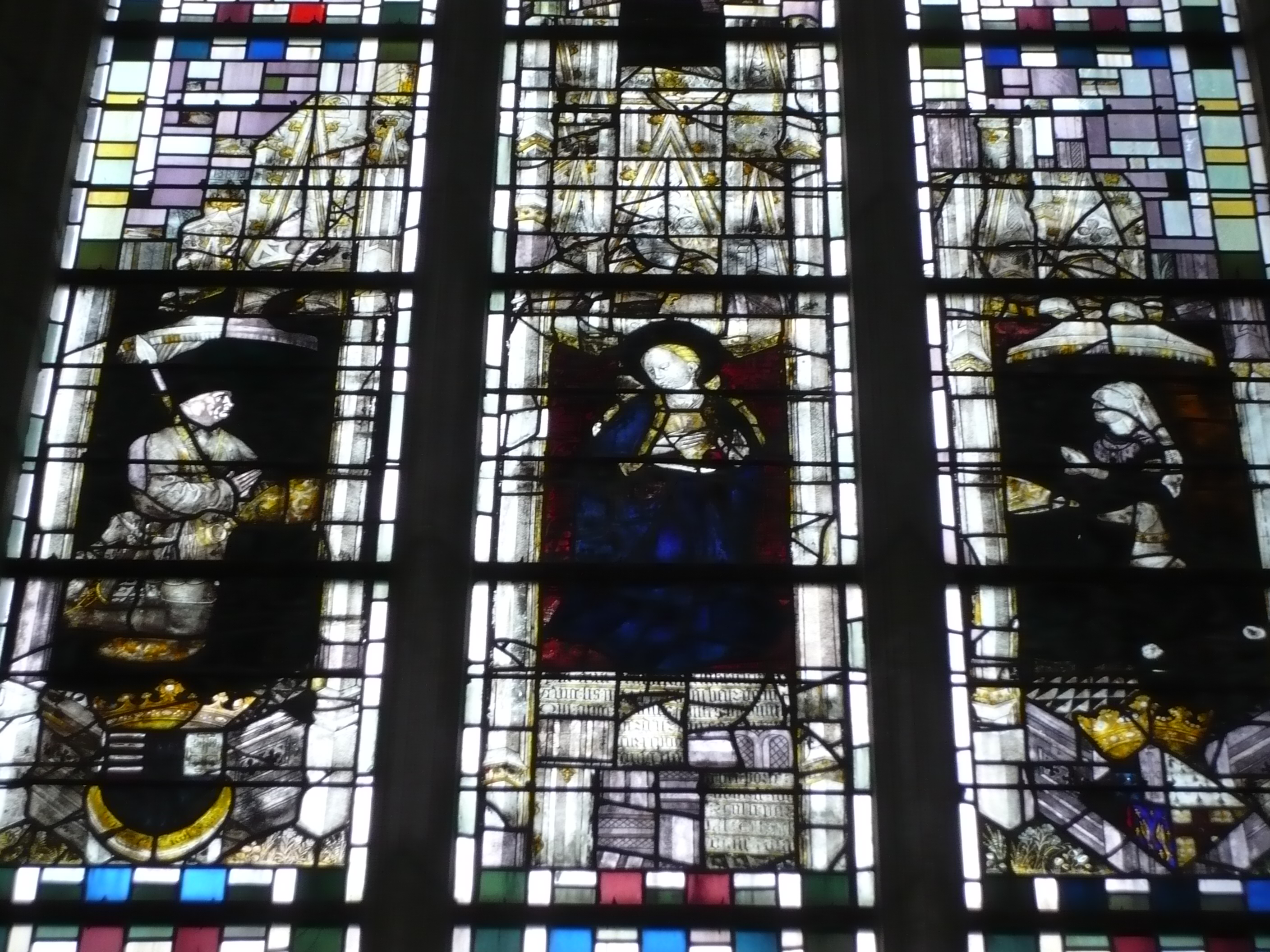
Verrière sud de la première travée.

#### La galerie du roi René

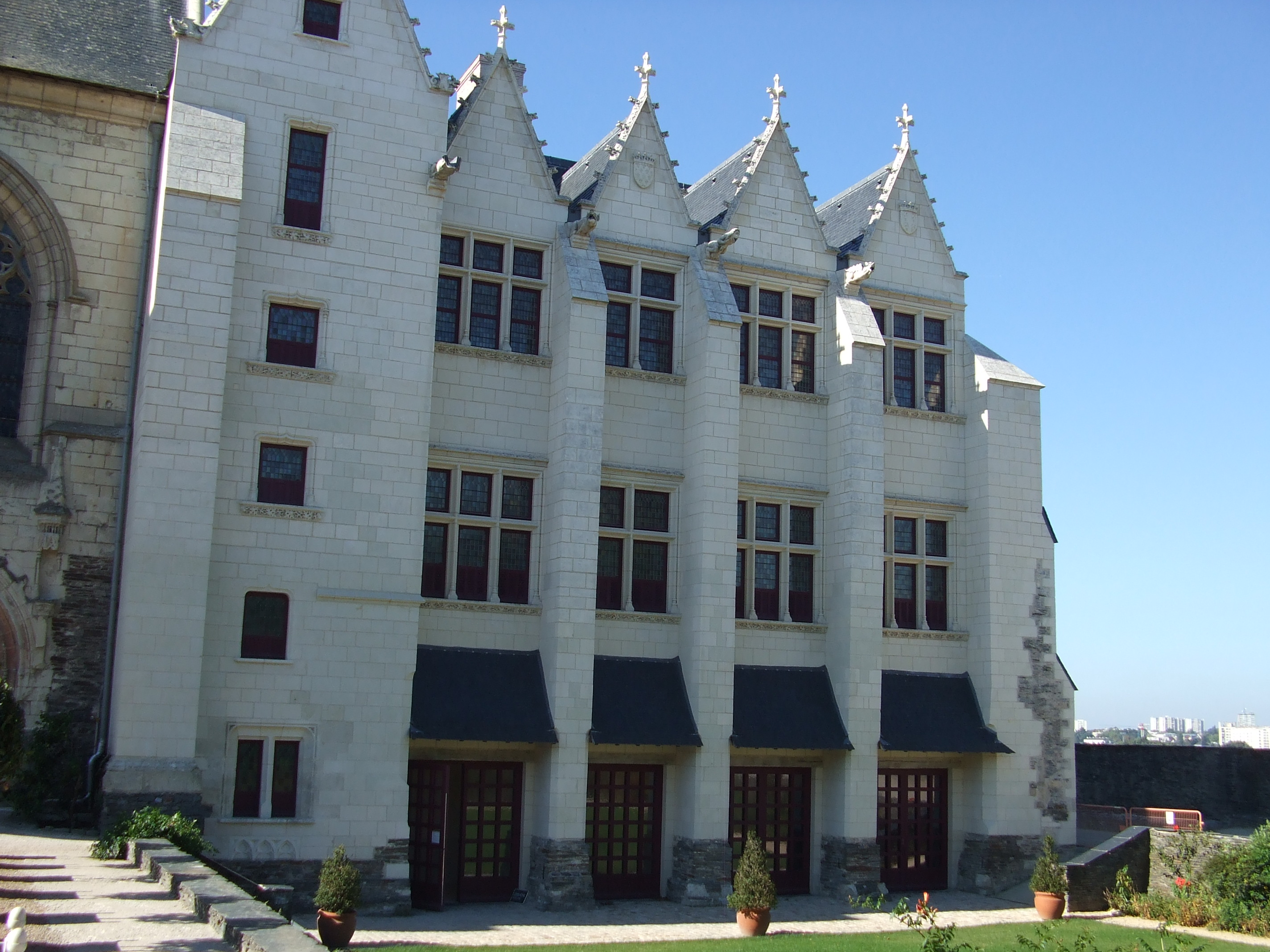
Galerie du roi René rénovée après l'incendie de 2009.

La galerie du roi René a été construite entre les années 1435 et 1453 par le duc René d'Anjou. Elle se compose de quatre pignons séparés chacun par un contrefort. Sous chaque pignon ont été aménagées deux fenêtres pour l'éclairage des deux étages de la galerie, desservie au sud-est par un escalier. Les architectes du duc d'Anjou, Jean Gendrot et André Robin, réalisent une façade largement vitrée et inhabituelle au XVe siècle. La galerie totalise quinze mètres de longueur pour une largeur de trois mètres vingt. Sur les quinze mètres de longueur, huit mètres trente sont ouverts en onze fenêtres vitrées. Les quatre voûtes des quatre travées du rez-de-chaussée sont conservées avec leur clef sculptée mais grattée depuis. Les nervures retombaient sur des culots qui ont été détruits. Le premier étage est en meilleur état de conservation, les retombées des nervures et les culots à décors de feuillages étant encore en place. Les clefs de voûte sont armoriées, une représentant les armoiries de René d'Anjou, tandis qu'une autre représente la croix à double traverse dite « Croix d'Anjou ». Les châssis en bois ont été restitués à partir de modèles anciens. Au fond de la galerie, une porte murée témoigne des bâtiments prolongeant le logis qui ont depuis disparu.
L'escalier a été placé dans le retour d'angle formé entre la chapelle et le logis royal, et dessert le premier et le second étage du logis. Il permet également d'accéder aux combles de la chapelle. Le sommet de l'escalier est couvert d'une voûte en palmier composée de seize quartiers de voûtains séparés par des nervures prismatiques. À chaque croisement de nervures se trouve une clef portant pour six d'entre elles deux lettres de la devise du roi René : EN. DI. EU. EN. SO. IT (« En Dieu, en soit »). La septième clef est effacée et la huitième figure un soleil. Les nervures retombent sur des chapiteaux en cul-de-lampe ornés de feuillages.
Lors de l'utilisation du château comme caserne et prison, la galerie est couverte par un toit en pente, les baies sont murées et à l'intérieur les travées sont divisées par des murs en tuffeau. Les frontons ayant disparu, les travaux de restaurations les ont restitués, de même que la pente de la couverture d'origine.
La construction de la galerie et de l'escalier permet ainsi un accès indépendant aux pièces du Logis qui se commandaient jusqu'alors. Elle permet également d'avoir un double accès et une ouverture sur le logement du Sénéchal d'Anjou et sur la cour nord où se tenaient les fêtes et les cérémonies<,.

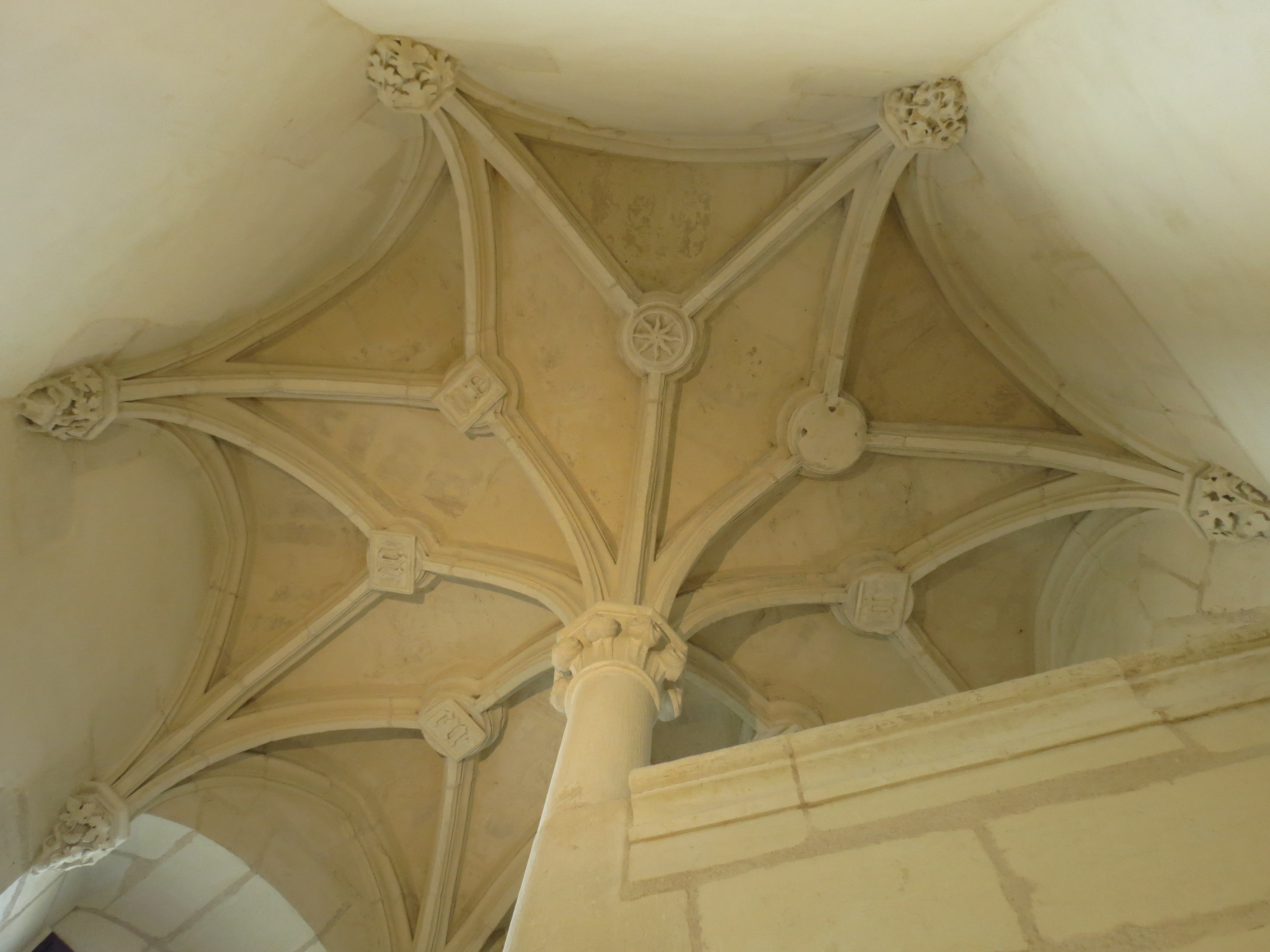
Voûte en palmier de l'escalier.
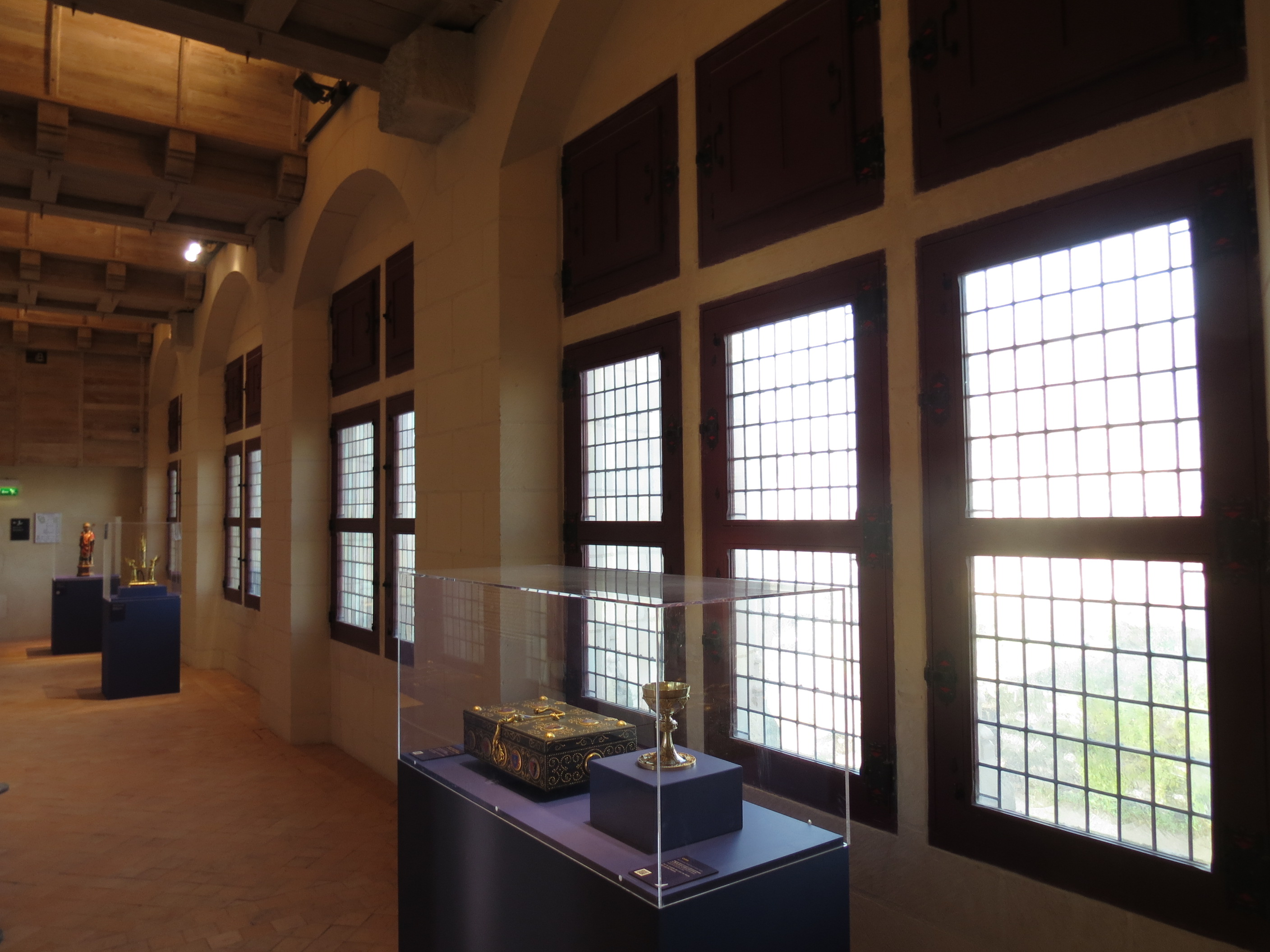
Intérieur de la galerie, aux étages.
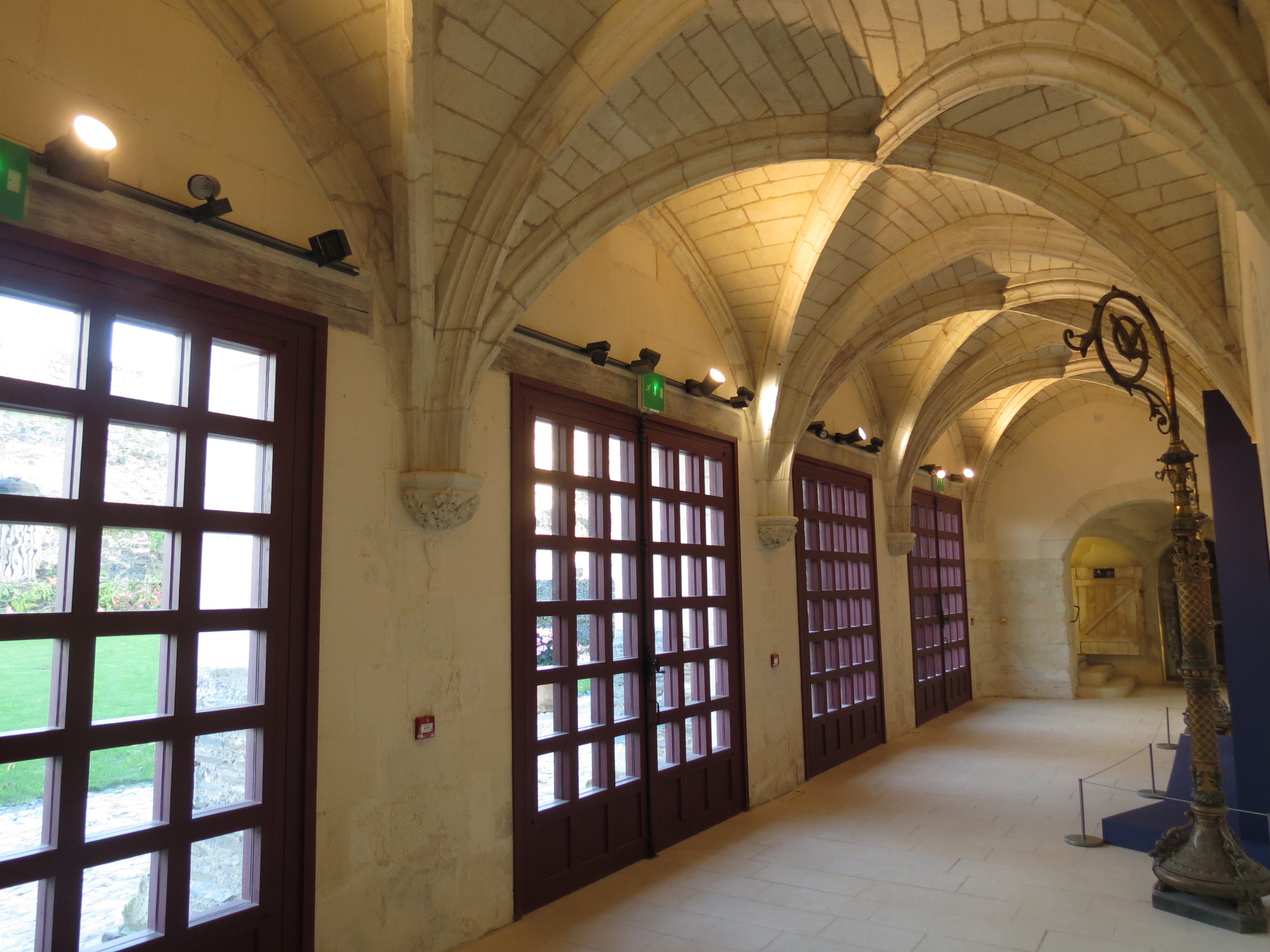
Intérieur de la galerie, rez-de-chaussée.

#### Le châtelet
Le châtelet est le portail d'entrée dans la cour seigneuriale. Il a été construit par le duc René d'Anjou et terminé en 1456. Il est l'œuvre de l'architecte angevin Guillaume Robin.
Au-dessus du passage, il se compose de deux étages desservis par une tourelle d'escalier. Le châtelet est flanqué de trois tourelles en surplomb soutenues par des contreforts et coiffées de toit en poivrière, comme au châtelet du château de Saumur. Celles-ci sont désaxées par rapport au pignon du bâtiment, conférant à celui-ci un aspect asymétrique. Les poivrières isolées du toit principal sont le résultat d'une modification faite en cours de construction. Le porche d'entrée possède un arc surbaissé surmonté d'une archivolte à accolade et croisettes. Vers l'intérieur de la cour, il possède un arc brisé avec archivolte à accolade et croisettes mais dont un côté repose sur un chapiteau tandis que l'autre descend jusqu'au sol. L'édifice est construit en alternance avec un appareil de schiste et tuffeau en employant uniquement le tuffeau pour les éléments saillants (tourelles, angles, encadrements). Sur le pignon extérieur sont gravées dans un blason de tuffeau les armes du duc René d'Anjou.
L'intérieur est constitué d'un étage et de combles aménagés en logements. L'étage sera notamment habité par le fils de René, Jean II de Lorraine, puis sera mentionné en tant que prison en 1707.

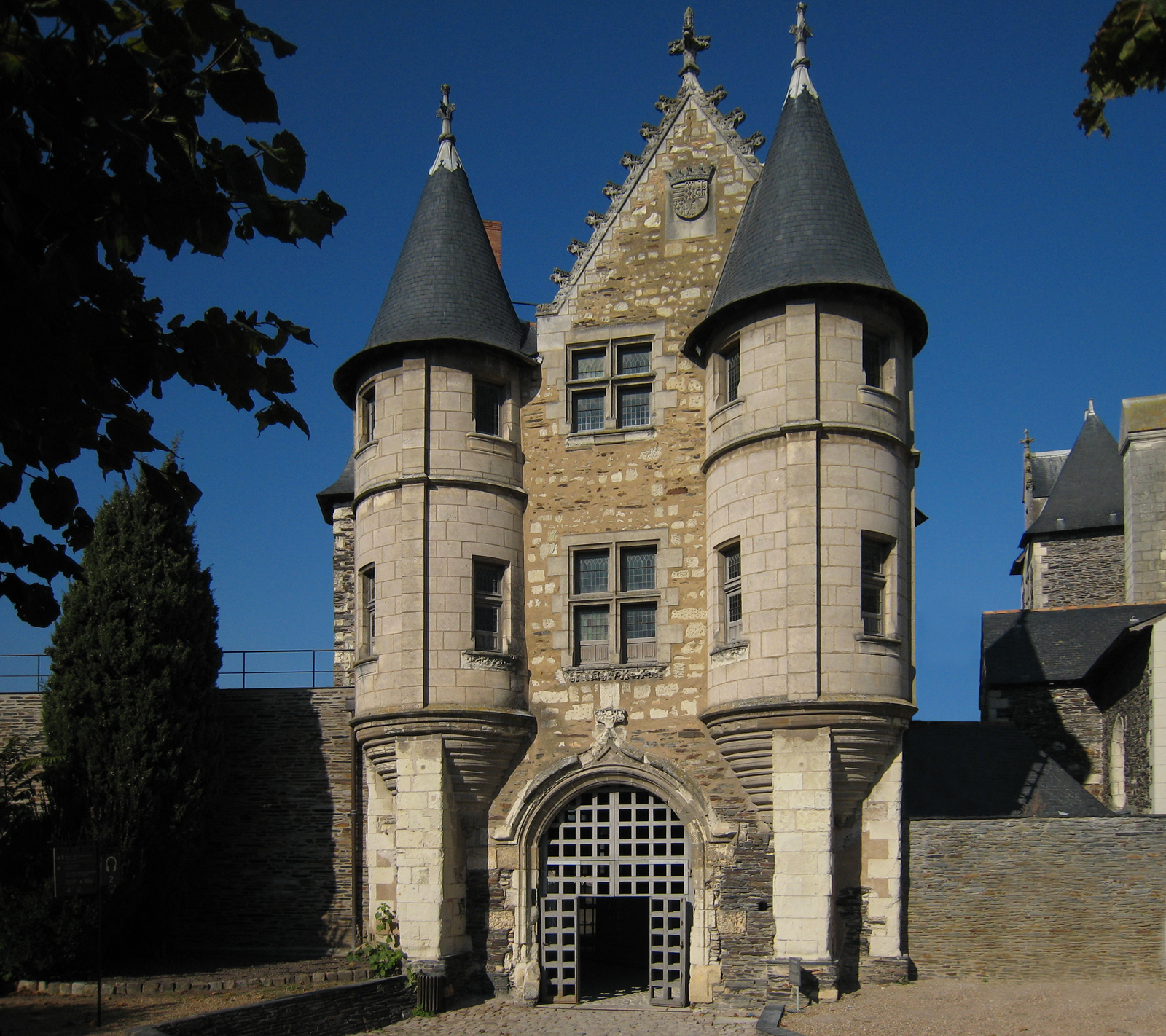
Châtelet, vue extérieure de la cour seigneuriale.
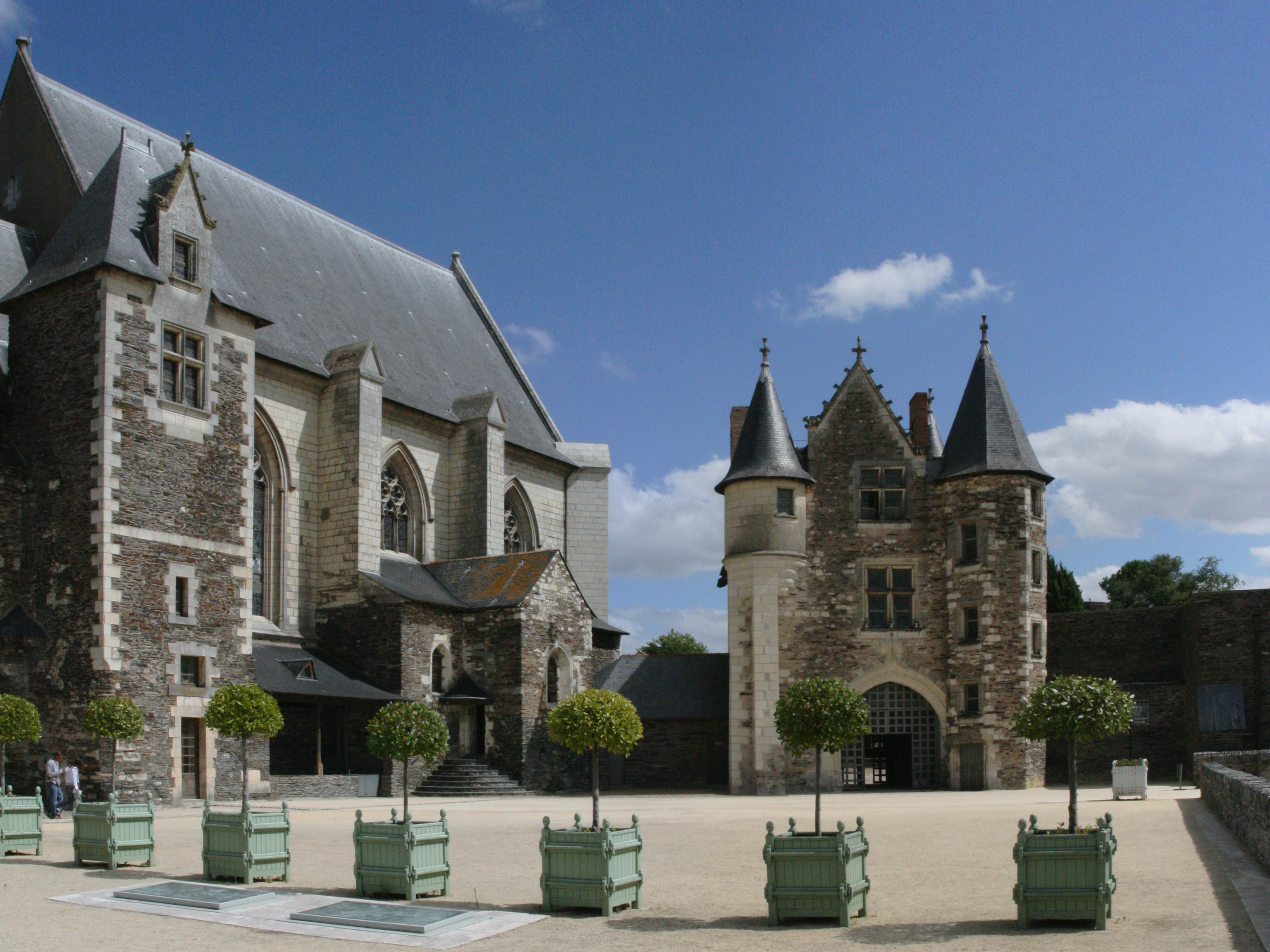
Vue intérieure de la cour seigneuriale.
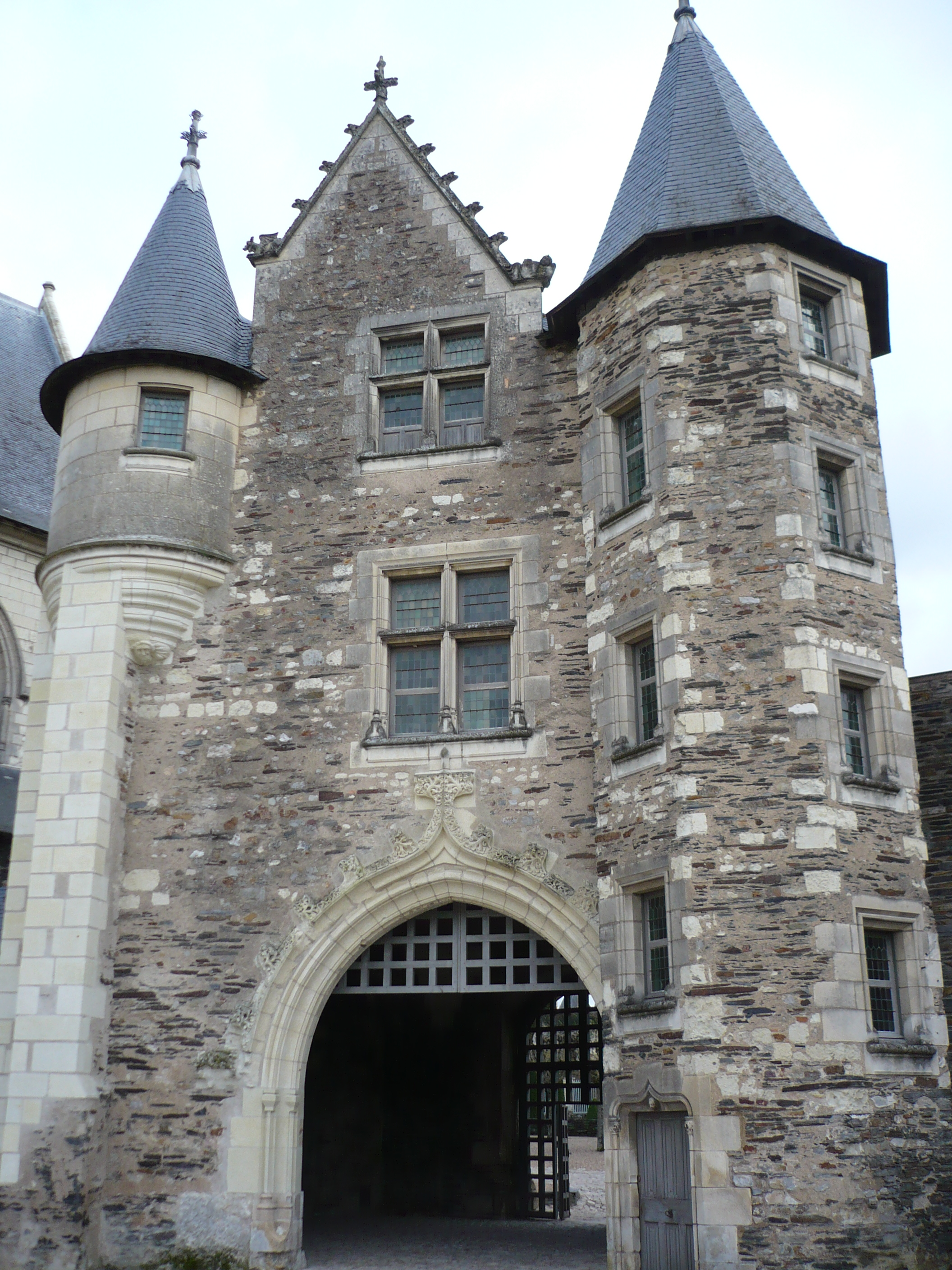
Vue de la façade intérieure.

#### Le logis du gouverneur

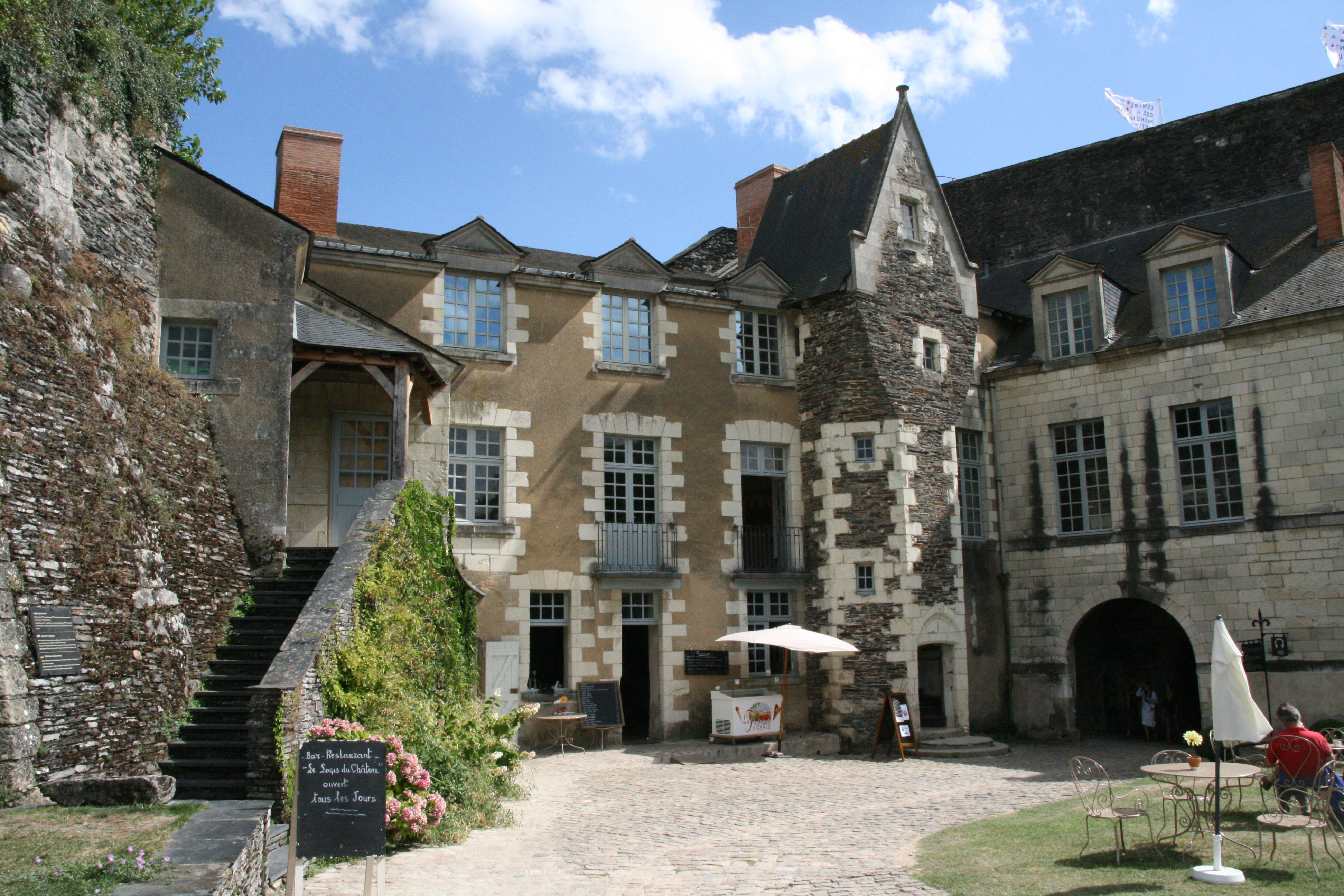
Logis du gouverneur.

Le logis actuel date du XVIIIe siècle, les deux ailes encadrant une tour d'escalier qui date de la fin du XVe ou du début du XVIe siècle. Lors de la construction des logis actuels, une large baie vitrée a été percée à l'extérieur de la muraille, sur le côté est. Le logis dispose de quatre salles à l'étage. Dans la seconde, les fenêtres ont été aménagées en chicanes afin d'optimiser l'éclairage et de ne laisser aucun angle obscur. Le logis dispose également d'un étage sous comble dont les fenêtres sont surmontées de frontons droits.

#### La galerie de l'Apocalypse

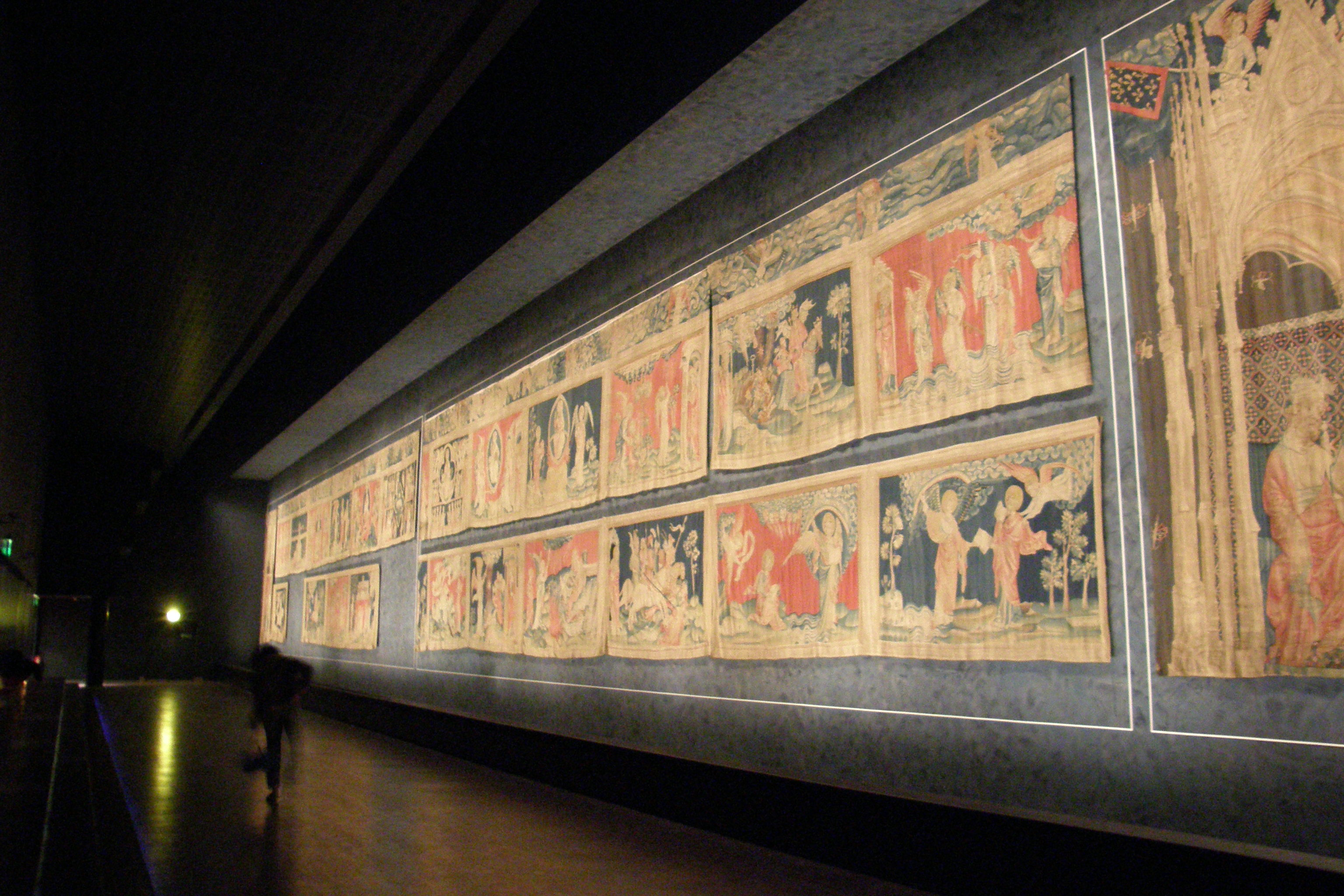
La galerie vue de l'intérieur.

La galerie a été construite entre 1953 et 1954 par l'architecte en chef des monuments historiques Bernard Vitry dans le but d’accueillir la tenture éponyme. Elle mesure neuf mètres de haut en étant légèrement enterrée afin de ne pas dépasser la hauteur des remparts. La galerie est placée en équerre et s'inscrit sur le tracé des anciens bâtiments qui fermaient la cour seigneuriale. La première partie fait 40 mètres de long, la seconde 56 mètres. Afin de s'harmoniser avec les constructions environnantes, des moellons de schiste apparent recouvrent l'intégralité des façades. À l'intérieur, la galerie épouse le renflement des tours de l'enceinte.
La tenture de l'Apocalypse y est conservée depuis 1954, toutefois les larges baies qui laissent passer les rayons du soleil et de la lune dégradent les couleurs. Des rideaux sont installés en 1975, puis des barres d'accrochages afin d'éviter le contact entre la tenture et le mur en 1980. D'abord présenté sur un fond rouge, celui-ci est remplacé en 1982 par un fond beige, puis en 1996, lors du réaménagement de la galerie, par un fond bleu sombre. Une température constante et une lumière tamisée sont maintenues pour limiter l'altération des couleurs.

## Tourisme

### Accueil et gestion
Le château d'Angers est géré par le Centre des monuments nationaux qui y emploie, en 2011, 28 personnes. Son administrateur en 2017 est Henri Yannou. Il succède ainsi à Patricia Corbett (2011-2014), à Antoine Lataste (2009-2011) et Gérard Cieslik (2006-2009).
La visite est libre, avec des documents de visite en neuf langues ou des audioguides. Des visites commentées de la tenture de l'Apocalypse sont proposées tous les jours.
Un restaurant est installé à l'intérieur de l'enceinte. Le site dispose également d'un espace boutique ouvert depuis février 2009 à l'accueil de la galerie de l'Apocalypse.

### Fréquentation
| 1997    | 1998    | 1999    | 2000    | 2001    | 2002    | 2003    | 2004    | 2005    | 2006    |
| ------- | ------- | ------- | ------- | ------- | ------- | ------- | ------- | ------- | ------- |
| 173 702 | 168 806 | 171 404 | 170 991 | 160 583 | 171 378 | 141 171 | 145 724 | 139 543 | 136 367 |

| 2007    | 2008    | 2009    | 2010    | 2011    | 2012    | 2013    | 2014    | 2019    | 2020    |
| ------- | ------- | ------- | ------- | ------- | ------- | ------- | ------- | ------- | ------- |
| 150 150 | 143 883 | 188 550 | 168 607 | 180 931 | 166 533 | 184 518 | 204 238 | 247 740 | 126 480 |

| 2021    | 2022    | - | - | - | - | - | - | - | - |
| ------- | ------- | - | - | - | - | - | - | - | - |
| 154 330 | 245 620 | - | - | - | - | - | - | - | - |

### Recettes
Le château d'Angers est un monument de Catégorie 1 sur la grille tarifaire du Centre des monuments nationaux. En 2009 et du fait de l'incendie du logis royal, le plein tarif est remplacé par le tarif des professionnels du tourisme, moins élevé, afin de compenser la réduction du circuit de visite.
| 1997      | 1998      | 1999      | 2000      | 2001      | 2002      | 2003      | 2004      | 2005      | 2006      |
| --------- | --------- | --------- | --------- | --------- | --------- | --------- | --------- | --------- | --------- |
| 597 939 € | 601 754 € | 599 258 € | 553 324 € | 582 120 € | 593 759 € | 558 333 € | 576 061 € | 633 107 € | 657 222 € |

| 2007      | 2008      | 2009      | 2010      | 2011      | 2012      | 2013      | 2014      |  |  |
| --------- | --------- | --------- | --------- | --------- | --------- | --------- | --------- |  |  |
| 724 658 € | 760 515 € | 671 293 € | 578 072 € | 614 403 € | 697 726 € | 776 322 € | 885 234 € |  |  |